# História de Porto Alegre

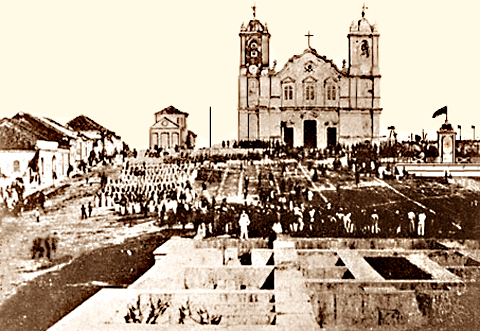
Recepção ao imperador Dom Pedro II na Praça da Matriz, 1865

A história de Porto Alegre, capital do Rio Grande do Sul, no Brasil, inicia oficialmente em 26 de março de 1772, quando o povoado primitivo foi elevado à condição de freguesia, mas na verdade suas origens são mais antigas, tendo nascido em função da colonização da área por estancieiros portugueses desde o século XVII. A região, contudo, foi habitada pelo homem desde há 11 mil anos. Ao longo do século XIX iniciou seu crescimento, tendo os portugueses contado com o auxílio de muitos imigrantes europeus de várias origens, mais os escravos africanos e porções de hispânicos da região do rio da Prata. Entrando no século XX, sua expansão adquiriu ritmo muito acelerado, em processo que consolidou sua primazia entre todas as cidades do Rio Grande do Sul e a projetou no cenário nacional. Então definiram-se seus traços mais característicos, apenas esboçados no século anterior, muitos dos quais permanecem visíveis até hoje, mormente no seu centro histórico. Ao longo de todo o século XX, a cidade empenhou-se em ampliar organizadamente sua malha urbana e provê-la dos necessários serviços, obtendo significativo sucesso, mas enfrentando também várias dificuldades, ao mesmo tempo em que desenvolvia expressiva cultura própria, que chegou em alguns momentos a influir em todo o Brasil em vários campos, desde a política até as artes plásticas. Hoje Porto Alegre é uma das maiores capitais do Brasil e uma das mais ricas e de melhor qualidade de vida, tendo inclusive recebido várias distinções internacionais. Abriga muitos eventos importantes e tem sido apontada várias vezes como um modelo de administração para outras grandes cidades.

## Início da colonização

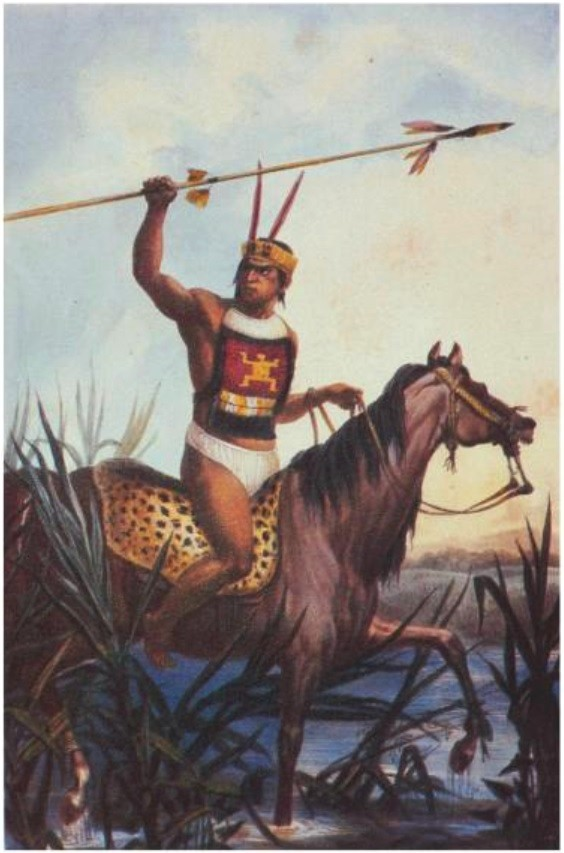
Índio Charrua, pintado por Debret no século XIX

Por ocasião do Descobrimento a região onde se ergue Porto Alegre era habitada pelos grupos indígenas guaranis, charruas, minuanos e tapes. Com o estabelecimento do Tratado de Tordesilhas em 1494 e com a posterior colonização do Brasil em 1500, cujo território ficou dividido pela linha demarcada pelo Tratado, a região sob domínio português terminava na altura de Laguna, em Santa Catarina, ficando o Rio Grande do Sul sob domínio espanhol.
Contudo, com a União Ibérica, entre 1580 a 1640, esses limites tornaram-se relativamente inócuos. Havendo pouco interesse da metrópole por estas terras, diversos desbravadores portugueses começaram a se estabelecer espontaneamente perto do litoral e quando Portugal restaurou sua independência do Reino de Espanha, em 1640, já havia muitas estâncias na região, especialmente ao norte da Lagoa dos Patos e junto à desembocadura do rio Jacuí. Em 1680, os portugueses fundaram no Uruguai a Colônia do Sacramento, hoje cidade de Colônia, e o litoral riograndense passou a ser percorrido intensamente como caminho para o abastecimento da colônia e como forma de garantir a posse do território.
Em 1732, Manoel Gonçalves Ribeiro, natural de Laguna, recebeu uma sesmaria na área conhecida como Campos de Viamão, onde se iniciou a formação de um povoado, a Capela Grande do Viamão, que seria a segunda capital do estado. Outros colonizadores que receberam terras na região foram Sebastião Francisco Chaves, Dionisyo Rodrigues Mendes e sobretudo Jerônimo de Ornelas, concessionário da sesmaria mais importante, a de Sant'Anna, localizada sobre o atual Morro Santana, em um lote que já ocupava desde 1732, tendo ali instalado sua residência e uma estância para criação de gado. Junto à antiga desembocadura do arroio Dilúvio já existia um ancoradouro, o Porto do Viamão, que se tornou também conhecido como Porto do Dornelles, uma corruptela de "de Ornellas".
Em 1742, o rei de Portugal, atendendo a solicitação do brigadeiro José da Silva Paes, publicou edital autorizando a emigração de açorianos para o sul do Brasil, que de início deveriam fixar-se na região de Santa Catarina. Em 7 de dezembro de 1744, Jerônimo de Ornelas recebeu, por Carta Régia, a confirmação de posse das terras já ocupadas e intensificou sua criação de gado. Com a sede instalada no Morro Sant'Anna, o restante de sua propriedade era apenas campo desabitado, com a exceção de algumas famílias arranchadas à beira do lago formado pelo rio Guaíba, na ponta da península, onde hoje é o centro histórico de Porto Alegre. Ali ergueram uma diminuta capela, consagrada a São Francisco das Chagas, elevada a curato em 1747.
Em 1750, após a assinatura do Tratado de Madrid, ordenou-se ao governador de Santa Catarina, Manoel Escudeiro de Souza, que enviasse ao Porto do Viamão uma leva dos casais que estavam por chegar dos Açores. Em 1751, foram selecionadas 60 famílias, perfazendo um total de cerca de 300 pessoas, que chegaram ao local em janeiro de 1752, sendo encaminhadas a terras já demarcadas no Morro Sant'Anna. Mas o local era pobre em fontes de água e foi abandonado, tendo a população se fixado junto do porto que, por essa razão, passou a ser conhecido como Porto dos Casais. Em 1752, chegou nova leva de açorianos, que se juntaram a cerca de 60 milicianos do destacamento do Coronel Cristóvão Pereira de Abreu, para cá enviados a fim de dar proteção e assistência aos habitantes. Junto com a tropa veio o primeiro religioso, um capelão militar carmelita, Frei Faustino Antônio de Santo Alberto. Ainda em 1752, Jerônimo de Ornelas, sentindo-se prejudicado com a ocupação, pelos açorianos, da ponta da península, vendeu as suas terras a Ignácio Francisco, embora na Carta de Confirmação de sua sesmaria constasse a obrigação de deixar meia légua a partir do lago em direção ao interior como área de uso público. A área foi então desapropriada e disponibilizada legalmente para os colonos já assentados, mas a partilha e entrega efetiva dos lotes rurais individuais só aconteceria em 1772. O primeiro logradouro construído foi o cemitério, na beira do Guaíba e nas proximidades da Praça da Harmonia que, em seguida, foi transferido para o Morro da Praia, atual Praça da Matriz.

## Criação da freguesia

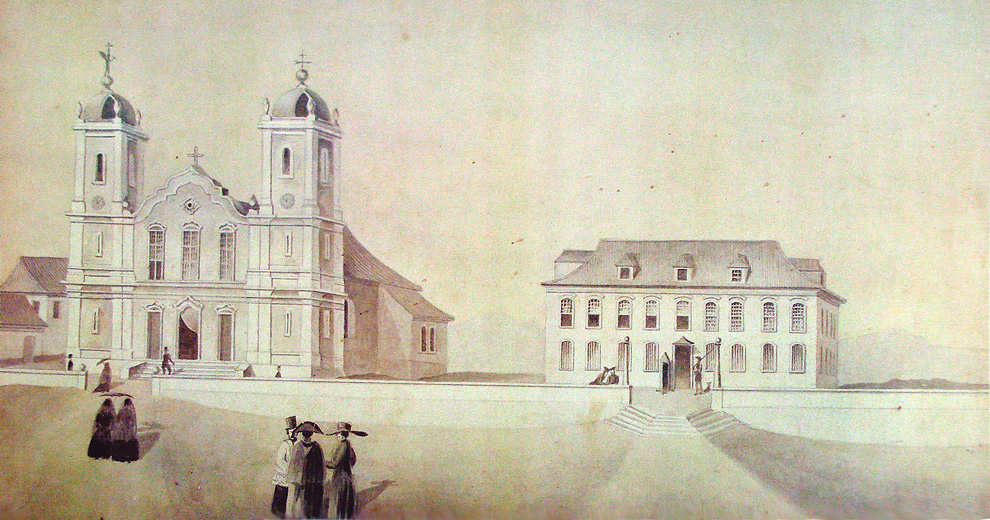
A antiga Matriz e o Palácio do Governador, os dois primeiros edifícios importantes da cidade, erguidos a partir da década de 1770. Aquarela de Herrmann Wendroth, c. 1851

Com a queda nas mãos dos espanhóis, em 1763, da então capital da capitania, a vila de Rio Grande, o governo foi transferido para Viamão e grande parte da população de Rio Grande refugiou-se no Porto dos Casais, estendendo a área habitada. Esse povoado primitivo foi elevado a freguesia em 26 de março de 1772, data oficial de fundação da atual capital dos gaúchos, sob o nome de Freguesia de São Francisco do Porto dos Casais, pois a primeira capela da cidade foi dedicada a São Francisco das Chagas. Ainda em 1772 os colonos receberam os títulos de posse de seus lotes e foi separado um quadrilátero de cerca de 141 ha para a formação do núcleo urbano, ocupando toda a área da península. Seu traçado inicial foi feito pelo cartógrafo Capitão Alexandre José Montanha, na região desapropriada da Sesmaria de Sant'Anna, mas os originais desse traçado nunca foram encontrados. Acompanhando o crescimento da população e em reconhecimento da importância estratégica do porto, o governador Marcelino de Figueiredo transferiu novamente a capital em 1773, que passou de Viamão para Porto Alegre, mas tendo sido mudado seu orago, seu nome passou para Freguesia da Nossa Senhora da Madre de Deus de Porto Alegre. Segundo Sebastião da Câmara, a mudança da capital teria sido ordenada pelo então vice-rei do Brasil, o Marquês do Lavradio.

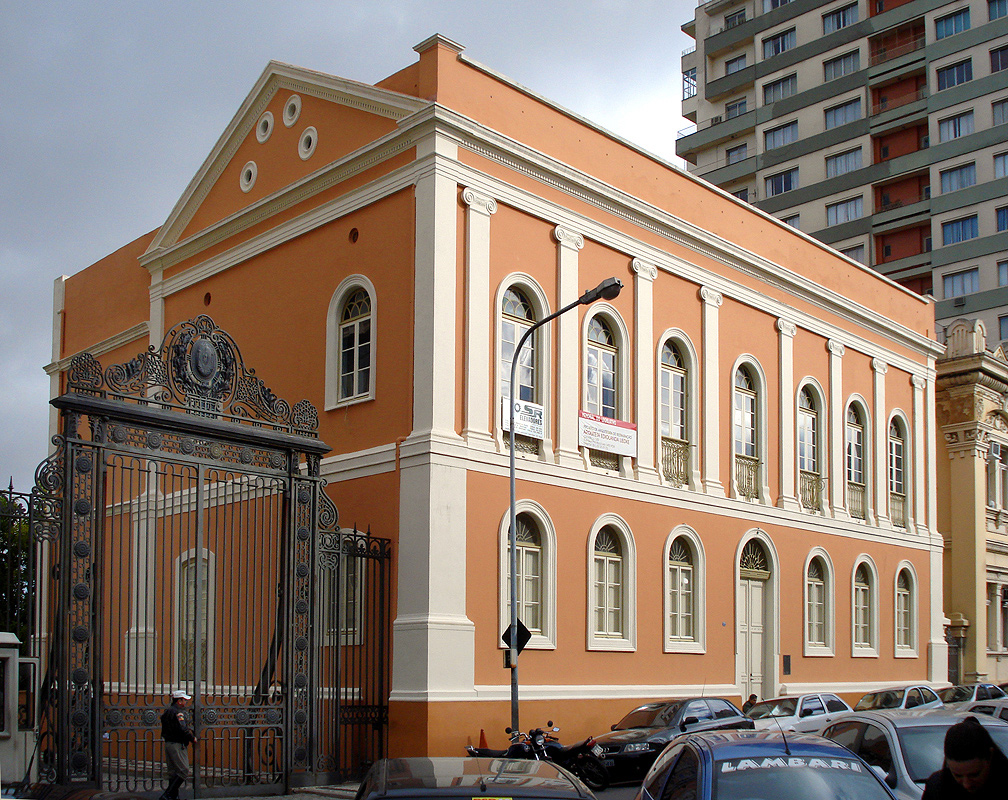
Casa da Junta, de 1790, antiga sede da Junta de Administração e Arrecadação da Fazenda, que emprestou o nome ao prédio, e mais tarde da Assembleia Legislativa

Inicia, então, a reorganização da urbe como a capital da Província. Em 1774, são construídos o Arsenal de Guerra, a primeira Igreja Matriz e o Palácio do Governador, quatro anos depois são levantadas fortificações no perímetro oposto ao lago. Nas duas décadas seguintes já havia diversas olarias em atividade, indicando uma crescente demanda por materiais de construção como telhas, pisos e tijolos, estaleiros já construíam navios sob encomenda para o Rio de Janeiro, o comércio em geral se estruturava, e os vereadores preocupavam-se com o embelezamento e a limpeza das ruas e logradouros. Também começavam a tomar forma alguma das praças mais antigas de Porto Alegre, como a Praça XV, a Praça da Matriz e a Praça da Alfândega, que ainda existem. No terreno cultural, em 1794 instalava-se a primeira Casa de Ópera, ainda que fosse apenas um barracão rudimentar de madeira, no Beco dos Ferreiros. Nas cercanias, os colonos aplicavam-se na agricultura e criações várias para mantimento dos cidadãos, com primazia para a produção de trigo e farinha. A importância dessa atividade revela-se em que um dos mais importantes moleiros da época, Francisco Antônio da Silveira, o Chico da Azenha, acabou emprestando seu apelido a todo o bairro, Azenha. Outros moinhos marcaram a memória dos porto-alegrenses, havendo atualmente um bairro chamado Moinhos de Vento. Também as charqueadas instalaram-se na periferia da cidade, atraídas pelo crescimento urbano. Com a proliferação dessas pequenas indústrias em seu entorno agregaram-se os casarios que dariam origem a alguns dos bairros mais afastados do centro, como o Cristal e a Tristeza. No final do século XVIII, Porto Alegre contava com quase 4 mil habitantes.

## Século XIX
O alvará de 27 de agosto de 1808 e a Resolução Régia de 7 de outubro de 1809 elevaram a freguesia à categoria de vila, verificando-se a instalação a 11 de dezembro de 1810. Através de alvará de 16 de dezembro de 1812, Porto Alegre tornou-se sede da Capitania de São Pedro do Rio Grande, recém-criada, e cabeça da comarca de São Pedro do Rio Grande e Santa Catarina. Em 1814, o novo governador, Dom Diogo de Souza, obteve a concessão de uma grande sesmaria ao norte, com o fim expresso de estimular a agricultura local. Com o crescimento de cidades próximas como Rio Pardo e Santo Antônio da Patrulha e, em vista de sua privilegiada situação geográfica, na confluência das duas maiores rotas de navegação interna - a do rio Jacuí e a da Lagoa dos Patos - Porto Alegre começava a tornar-se o maior centro comercial da Província. A frota permanente que frequentava o porto nessa altura contava com cerca de 100 navios, sendo construído um grande trapiche lago adentro para acostamento e foi aberta uma alfândega. Também iniciavam-se exportações de trigo e charque. Em 1816, haviam sido comerciados 400 mil alqueires de trigo para Lisboa e, em 1818, venderam-se mais de 120 mil arrobas de charque, produto que logo assumiria a dianteira na economia da Província.
O naturalista francês Auguste de Saint-Hilaire, que passou pelo lugar em 1820, deixou um extenso e rico relato da vida na pequena urbe nas primeiras décadas do século XIX. Iniciou louvando o aspecto agradável da paisagem e o clima ameno, que lhe lembravam as melhores regiões da Europa. Justo ao entrar na cidade, surpreendeu-se com seu movimento, com seu variado comércio, com o garbo dos seus sobrados, com o pitoresco de seus caminhos e subúrbios e com a pouca população de negros. Ao mesmo tempo, estranhou a pobreza dos edifícios públicos e enojou-se da sujeira das ruas. Também relatou outros problemas, que ocorriam a despeito da boa vontade do governador da capitania, o Conde da Figueira, como o atraso crônico do soldo dos soldados, o sistema judiciário ineficaz e a confusão administrativa e social gerada pelas arbitrariedades cometidas por chefes militares contra a população, apossando-se de rendas e bens alheios, não raro com violência. Conheceu comidas típicas como o churrasco dos gaúchos e o pinhão da serra, e sendo bem recebido pelas autoridades, pôde conhecer um pouco da vida social da elite, que costumava se reunir para festas, jantares e saraus, o que revela alguma vida cultural florescendo já nesta altura:

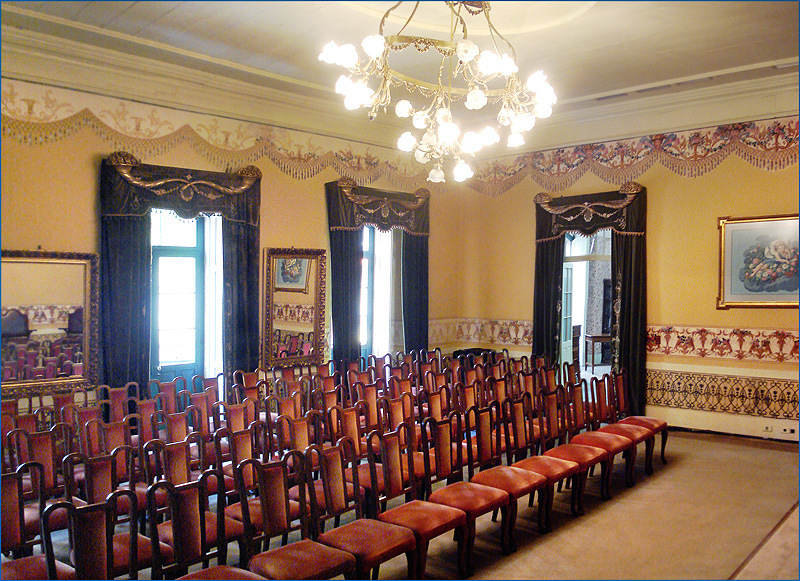
Salão nobre do Solar dos Câmara, construído entre 1818 e 1824, hoje um centro cultural onde são realizados recitais que recriam a atmosfera dos antigos saraus da elite portoalegrense

"... encontrei num salão bem mobiliado e forrado de papel francês, uma reunião de trinta a quarenta pessoas, entre homens e mulheres. Em se tratando de parentes e amigos íntimos, não havia luxo nos trajes. As mulheres estavam vestidas com simplicidade e decência; a maior parte dos rapazes trajava fraque e calças de tecido branco. Dançaram valsas, contradanças e bailados espanhóis; algumas senhoras tocaram piano, outras cantaram com muita propriedade, acompanhadas ao violão, e o sarau terminou com jogos de salão. Encontrei maneiras distintas em todas as pessoas da sociedade. As senhoras conversavam sem constrangimento com os homens; estes as cercavam de gentilezas, mas não demonstravam desvelo ou desejo de agradar, qualidade, aliás, quase exclusiva dos franceses. Desde que estou no Brasil não vi reunião semelhante. No interior, como já o afirmei centenas de vezes, as mulheres se escondem; não passam de primeiras escravas da casa, e os homens não têm a mínima ideia dos prazeres que se podem usufruir com decência. Entre as senhoras, que vi na casa do Sr. Patrício, havia algumas bonitas, na maior parte eram muito brancas, de cabelos castanhos escuros e olhos negros; algumas graciosas, mas sem aquela vivacidade que caracteriza as francesas. Os homens, geralmente muito claros e de cabelos e olhos da mesma cor que os das mulheres, eram grandes e bem feitos, desembaraçados, mas sem a brandura que caracteriza os mineiros".
Em 26 de abril de 1821 eclodiu uma primeira manifestação pública de contestação política na cidade, quando a Câmara, desobedecendo a determinações da Constituição Portuguesa que havia sido jurada pelo Príncipe Regente Dom Pedro, elegeu uma junta ministerial, que governou de 22 de fevereiro até 8 de março de 1822. Em 14 de abril deste ano, por decreto de D. Pedro I, a vila ganhou foro de cidade. Dois anos depois chegavam à cidade os primeiros imigrantes alemães, como parte do projeto da Coroa de promover a colonização no sul, e para auxiliar na agricultura gaúcha. Foram recebidos com honras na capital e logo se lhes forneceram equipamentos para iniciarem suas lavouras, junto com lotes de terra na Real Feitoria do Linho Cânhamo, que fora desativada, embora alguns tenham permanecido próximo da área urbana, dando origem ao bairro dos Navegantes. Em 1831 se estabeleciam novos limites para a cidade através da publicação das primeiras Posturas Municipais, tratando em especial da polícia urbana. Arsène Isabelle, visitando a cidade entre 1833 e 1834, relatou que já havia cinco igrejas, mas apenas duas aulas primárias. Por outro lado, circulavam vários jornais, e notou a influência da cultura francesa e a divisão política entre os monarquistas e os "farroupilhas", que defendiam um projeto de governo republicano.

### A Revolução Farroupilha

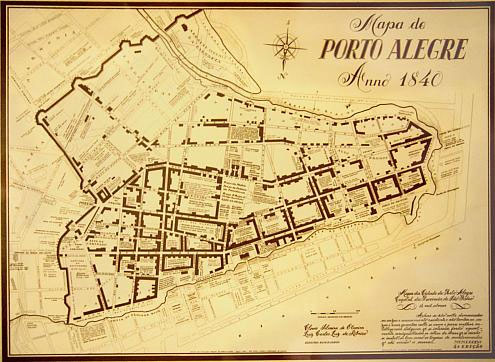
Mapa de Porto Alegre em 1840, vendo-se à esquerda a linha de fortificações

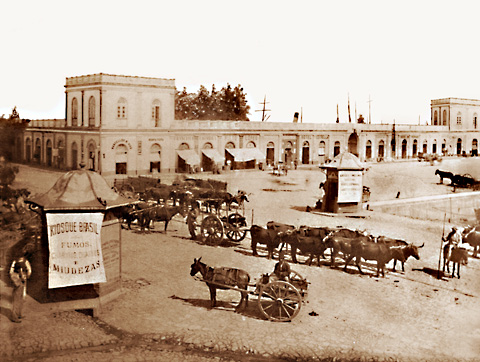
Luigi Terragno: Mercado Público em torno de 1875, depois da primeira ampliação

A situação geral da economia da Capitania, entrementes, não andava bem. Segundo Riopardense de Macedo,
"Já nos últimos anos que a precederam (a Independência), um imposto lançado sobre o charque fizera cair a exportação que, de 120.790 arrobas em 1818, tornara-se em 1822, de somente 27.457. Pela mesma época a produção de trigo também decaía, não só pela praga da ferrugem como pela maior praga dos agricultores, que era o calote oficial, o não pagamento da parte que o governo arrecadava. Escolas, estradas, pontes, direitos, justiça, não se lhes dava. Nas estâncias e passagens dos rios fazia-se sentir a autoridade governamental com a cobrança de dízimos e pedágios....".
Em 20 de setembro de 1835, como resultado da insatisfação econômica e política, e culminando uma série desentendimentos com o governo central, irrompeu na cidade uma revolta que acabou por tomar um cunho republicano e separatista, a Revolução Farroupilha. O primeiro combate travou-se na antiga Ponte da Azenha, e no dia seguinte a cidade foi ocupada pelas forças revolucionárias, chefiadas pelos coronéis José Gomes de Vasconcelos Jardim e Onofre Pires. No dia 25 entrava solenemente na cidade o general Bento Gonçalves, e a Câmara Municipal e a Assembleia Provincial Legislativa deram posse ao novo Presidente, Dr. Marciano Pereira Ribeiro. Porto Alegre esteve sob o domínio revolucionário até 15 de junho de 1836, quando o legalista Major Manoel Marques de Souza, mais tarde Conde de Porto Alegre, conseguiu retomar a cidade.
Durante o longo sítio que sofreu em sequência, diversas modificações foram impostas à rotina da cidade, como era de esperar, e foi elaborada uma reforma nas Posturas Municipais a fim de organizar a vida dos moradores e prover a necessária defesa. Porto Alegre conseguiu resistir a todos os cercos e ataques dos farroupilhas, permanecendo fiel ao governo imperial, razão por que a cidade recebeu do Imperador Dom Pedro II, em 19 de outubro de 1841, o título de Leal e Valorosa, que até hoje consta em seu brasão. Porém, em plena guerra, os jornais noticiavam a chegada a Porto Alegre de novidades técnicas e artísticas da Europa, pôde ser erguido um novo teatro, o Teatro D. Pedro II, para substituir a Casa de Ópera que fora desativada, e também um grande mercado público.

### Crescimento

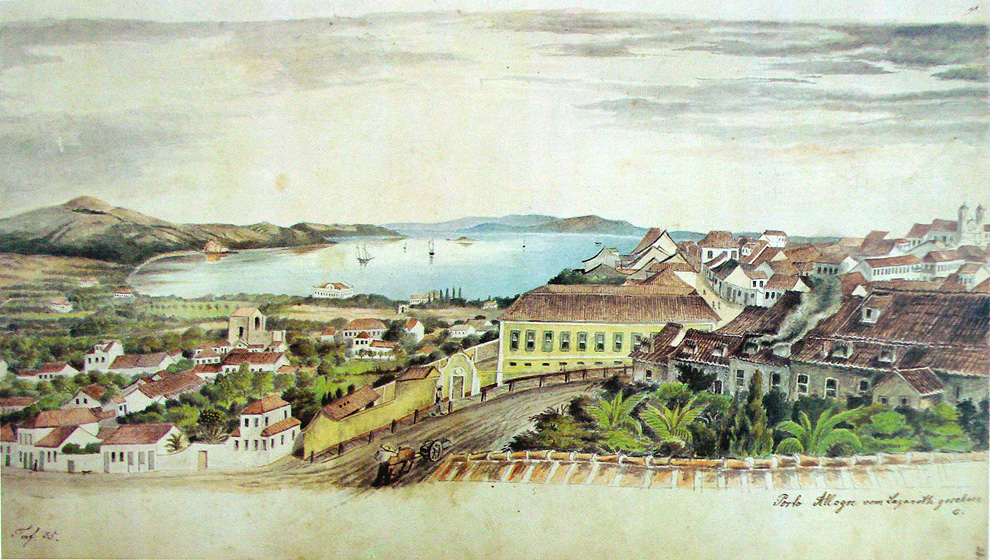
Herrmann Wendroth: Porto Alegre, vista dos altos da Santa Casa em direção ao sul, c. 1852

Apesar do aumento populacional daqueles tempos de guerra, a malha urbana só voltaria a crescer em 1845, com o fim da Revolução e a derrubada das fortificações que cercavam a cidade, acompanhando a normalização do panorama provincial como um todo e a reativação da economia local. A importância do porto da cidade para a circulação de gentes e bens pela Província toda crescia de acordo, o que iria iniciar um processo de ampliação da cidade à custa do lago, com a construção de sucessivas benfeitorias e aterros no litoral.
No centro se realizaram melhoras em diversos equipamentos públicos, construindo-se fontes para abastecimento de água, ruas, cemitérios, uma nova cadeia, asilos e uma nova Câmara, ampliando o Mecado Público, e estruturando o atendimento médico com a consolidação da Santa Casa de Misericórdia e da Beneficência Portuguesa. Enquanto isso os aldeamentos satélites floresciam em relativa autonomia, adquirindo importância os arraiais do Menino Deus e dos Navegantes, hoje bairros quase centrais, e a Aldeia dos Anjos, hoje parte de Gravataí.
Joseph Hörmeyer descreveu a cidade em 1850 como tendo um porto grande e seguro, podendo receber veleiros de até três mastros. Já funcionava um Liceu, várias escolas públicas e alguns educandários privados. A festa popular mais agitada era o entrudo, o antecessor do carnaval, quando a população se divertia em jogar entre si bolas de cera do tamanho de laranjas cheias de água-de-cheiro, ou, quando estas acabavam, baldes de água mesmo. O cronista escreve:
"Aí não valem nem sexo, nem posição social, nem idade; todos devem acompanhar esta brincadeira ou fechar bem as casas e janelas.... Asseguraram-nos que tais disputas chegam, na Rua da Praia, a tal ponto que senhores e damas se empurram, no fim, para dentro do rio aqui muito raso e, apesar da toilette apurada e dos vestidos de seda, fraques e botinas de verniz, se molham devidamente".
As comemorações religiosas também eram muito concorridas. O mesmo Hörmeyer relatou que na festa da Queima do Judas, no Sábado de Aleluia, vários bonecos em tamanho natural, com os mais diversos trajes, eram pendurados em árvores e serviam como bodes expiatórios. As cabeças, braços, pernas e barrigas eram recheadas com estopa e explosivos, e depois as figuras eram espancadas e incendiadas, para o gáudio da população. Uma outra estrangeira, Marie Van Langendonck, narrou outros hábitos sociais e religiosos da cidade, dizendo:

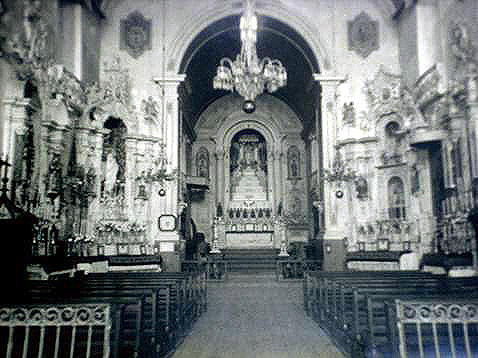
Aspecto do interior da antiga Matriz, em uma de suas últimas fotos antes de ser demolida para dar lugar à atual Catedral

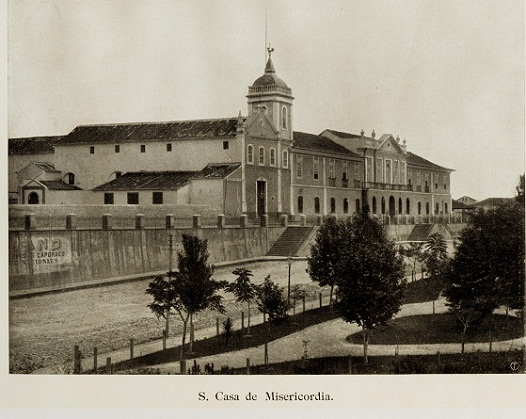
Virgilio Calegari: A Santa Casa no fim do século XIX

"Na Quinta-feira Santa.... as igrejas estão em festa.... Sua iluminação ofusca, as portas abertas de par em par deixam entrar os ruídos do tumulto da rua. As senhoras em roupas resplendentes chamam a atenção pelo decote do vestido que descobre os ombros.... parecem estar prontas para o baile. Elas sentam-se no chão apesar de estarem suntuosamente vestidas. Algumas sentam sobre os degraus do altar, virando as costas ao Tabernáculo; aí elas conversam, riem, comem doces e certamente nenhuma pensa na solenidade do dia.... Para elas a igreja é neste dia um lugar de reunião onde encontram os conhecidos, onde se mostra um vestido de seda novo e onde se combina como se rever nas procissões de Sexta-feira Santa e na da Ressurreição. Esta última é realizada na noite do sábado para o Domingo de Páscoa. Ninguém se deita durante esta noite. A procissão sai à meia-noite e entra às quatro da manhã; uma multidão imensa a acompanha. As janelas das casas por onde ela passa estão abertas e guarnecidas de espectadores. De todos os pontos da cidade se soltam rojões e fogos de artifício".
A nota mais trágica desses anos foi a epidemia de cólera que irrompeu na cidade em 1855, ceifando mais de 1.400 vidas, o que se repetiria dez anos depois, mas com menor número de mortes. A partir desta época a economia da cidade se diversificou, instalando restaurantes, pensões, pequenas manufaturas, alambiques e diversos estabelecimentos comerciais, com uma contribuição marcante dos imigrantes alemães, ocupados nos mais variados afazeres.
Em torno de 1860 havia apenas cerca de vinte mil habitantes na cidade. Desses, pelo menos três mil eram alemães, que conseguiram rapidamente conquistar um padrão de vida confortável. Suas famílias eram muito unidas, disciplinadas e cooperativas entre si, e haviam a esta altura se fortalecido a ponto de formar um influente gueto cultural dentro da capital, fazendo imprensa e realizando apresentações de teatro e concertos de música erudita em sua língua nativa, onde se encontrava uma plateia de gente educada, entusiasta das artes, "bem vestida e até bonita.... Encantadoras as senhoras e senhoritas. Cabelos louros estriados com alguns matizes, claros olhos azuis e faces vermelhas - viam-se em toda parte. Algumas moças traziam cuidadosamente no colo as irmãzinhas e visivelmente lhes davam boas lições, enquanto os olhos das pequeninas se moviam como foguetes e pirilampos", como recordou vivamente Avé-Lallemant em 1858.
No período de 1865 a 1870 a Guerra do Paraguai transformou a capital gaúcha na cidade mais próxima do teatro de operações. A cidade recebeu dinheiro do governo central, além de serviço telegráfico, novos estaleiros, quartéis e melhorias na área portuária. Durante a Guerra a cidade foi visitada pelo imperador Dom Pedro II a caminho de Uruguaiana, onde foi receber a rendição dos paraguaios.
Em 1872 as primeiras linhas de bonde entraram em circulação; em 1874 foi inaugurada a iluminação a gás de carvão e concluída a ferrovia Porto Alegre-Novo Hamburgo. Também o abastecimento de água era melhorado com o início da distribuição através de canalizações, já com mais de duas mil residências atendidas no fim da década de 1870. Um sistema de esgotos, porém, precisaria esperar até o final do século para começar a ser implantado.

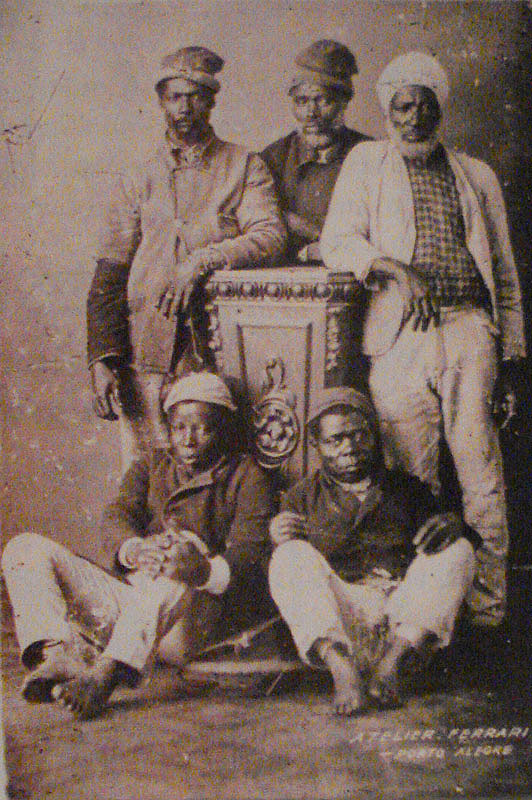
Negros recém libertos em 1884

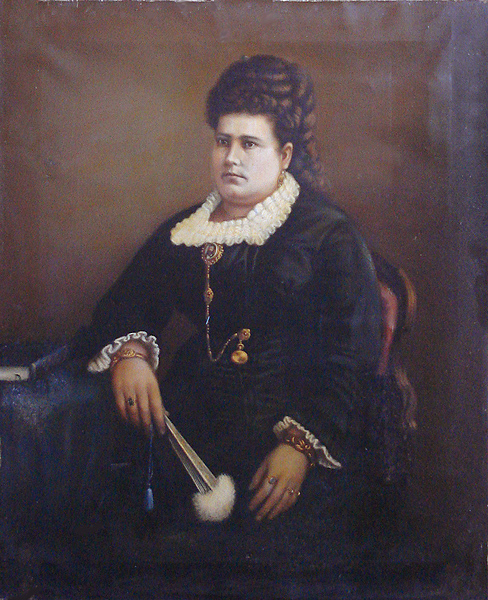
Benfeitora não identificada da Beneficência Portuguesa, uma perfeita representante da elite portoalegrense nos fins do século XIX. Acervo artístico da Beneficência Portuguesa de Porto Alegre

A década de 1880 foi caracterizada pelo avanço do processo de conurbação do centro histórico com os arraiais vizinhos. As áreas intermédias começavam a ser valorizadas para loteamentos, surgindo os núcleos dos futuros bairros Floresta, Bom Fim, Independência, Moinhos de Vento e vários outros. A discussão política e social na cidade também já adquiria considerável vigor, com partidos políticos ativos e vários jornais de opinião em circulação, como A Democracia e A Federação, de ideais republicanos. Essa animação resultou em 1884 na libertação dos escravos da cidade, quatro anos antes da Lei Áurea.
Porto Alegre se tornava também o lar de algumas famílias de imigrantes italianos, vindas na onda colonizadora que se concentrou na Serra do Nordeste, e de polacos não adaptados que se haviam instalado originalmente no interior do estado. Logo ambos os grupos fundavam sociedades e se organizavam, enquanto os negros conseguiam criar e gerir seu próprio jornal, tendo como editor de redação Arthur de Andrade e editor-gerente Marcílio Freitas, e como programa, a defesa dos interesses da sua etnia e o aperfeiçoamento do conhecimento.

### Refinamento e diversificação cultural
Na segunda metade do século a cultura erudita de Porto Alegre mostrou um significativo avanço. A elite já havia amadurecido a ponto de manter interesses variados em arte e alimentar uma vida cultural significativa, onde brilharam os primeiros intelectuais e educadores locais de real mérito, como Antônio Vale Caldre Fião, Hilário Ribeiro, Luciana de Abreu, a quem se juntaram outros de fora como Apolinário Porto-Alegre, Inácio Montanha e Carlos von Koseritz. Vários deles participaram da importante Sociedade Parthenon Litterario, ativa desde 1868, formada pela flor da intelectualidade gaúcha. Sua atuação não se resumiu apenas à divulgação de literatura, mas também expandiu a cultura dos gaúchos oferecendo cursos noturnos para adultos, criando uma biblioteca com obras de Filosofia, História e Literatura e um museu com seções de Mineralogia, Arqueologia, Numismática e Zoologia. As aulas noturnas foram uma das atividades mais duradouras da Sociedade, sendo oferecidas até 1884, quando, devido a dificuldades financeiras e falta de um local para abrigar as aulas, elas foram suspensas. A Sociedade participava de campanhas abolicionistas, angariando fundos para libertação de escravos, e propagava os ideais republicanos. Promovia também debates com temas diversos como a Revolução Farroupilha, casamento, pena de morte e feminismo. Publicou diversas obras literárias, bem como a tradicional Revista Literária, seu legado mais forte. A Revista circulou durante dez anos e continha críticas literárias, biografias, comentários, editoriais e estudos sobre a história e cultura gaúchas, os discursos proferidos na Sociedade, além de contos, narrativas, peças teatrais e poesias.
Em 1875 se realizou o primeiro salão de artes, como uma seção da Grande Exposição Commercial e Industrial, uma mostra heterogênea onde foram exibidas pinturas, desenhos, peças de arte decorativa e prendas domésticas, com a participação de várias mulheres. Ao mesmo tempo foi aberta a primeira galeria comercial de arte e surgiu a primeira ideia de se criar em Porto Alegre uma escola de artes, proposta do cenógrafo Oreste Coliva acolhida com calor pela imprensa e os círculos ilustrados, embora o projeto, ambicioso demais para o momento histórico, não tenha frutificado. O influxo de influências francesas e alemãs forneceu elementos culturais adicionais para desencadear os primeiros movimentos de renovação moderna no terreno da arte da capital, que em 1880 já possuía mais de 40 mil habitantes mas cuja população ainda construía casario e grandes edifícios no antigo e arraigado estilo colonial, como a Igreja da Conceição, projeto de João do Couto e Silva concluído neste mesmo ano.

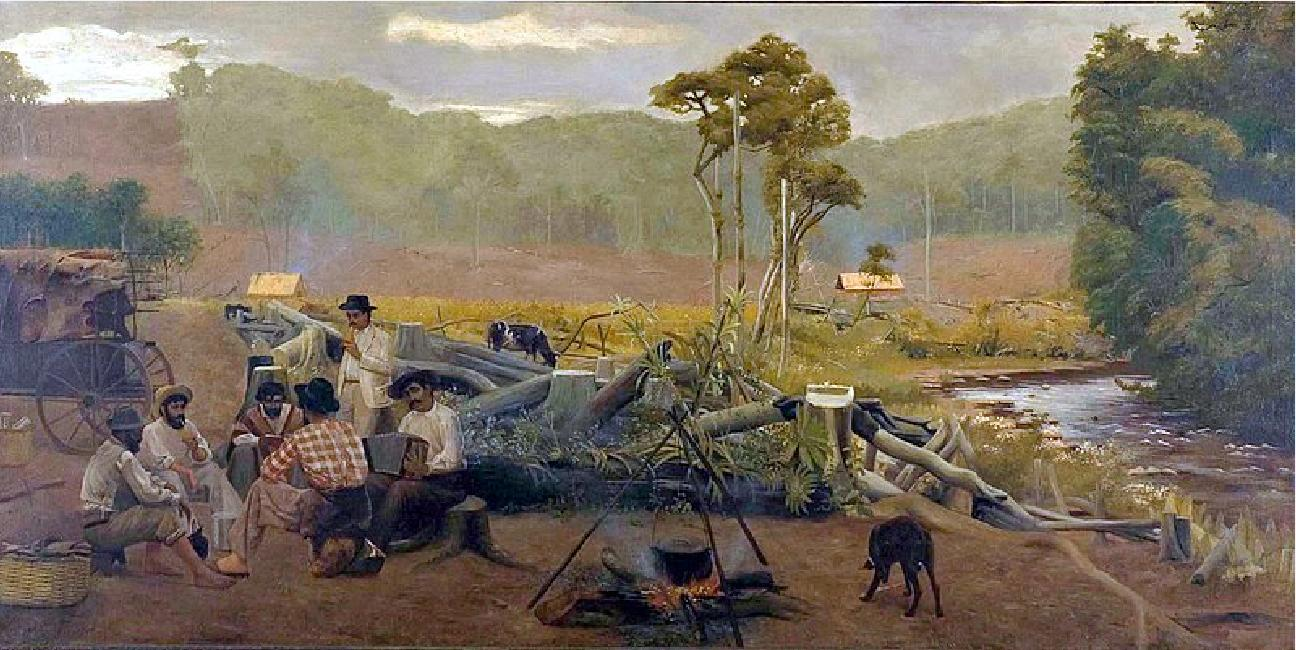
Pedro Weingärtner: Carreteiros gaúchos chimarreando, 1911. Pinacoteca Aldo Locatelli

Os anseios artísticos da cidade, no entanto, frutificariam bem logo em Pedro Weingärtner, descendente de imigrantes alemães, o primeiro pintor local a obter o reconhecimento no estrangeiro. Acadêmico convicto, treinado na Europa, patrocinado por Dom Pedro II pessoalmente e autor de uma obra que se divide entre cenas burguesas e urbanas, a recriação romântica de idílios mitológicos classicistas e, o que talvez seja sua contribuição mais perene, cenas regionalistas em estilo realista e minucioso, às vezes quase fotográfico. Foi o pintor portoalegrense mais erudito e talentoso de sua geração e o artista mais bem sucedido e celebrado da cidade até pouco antes de falecer em 1929, embora passasse muito tempo na Itália, onde mantinha outro atelier.

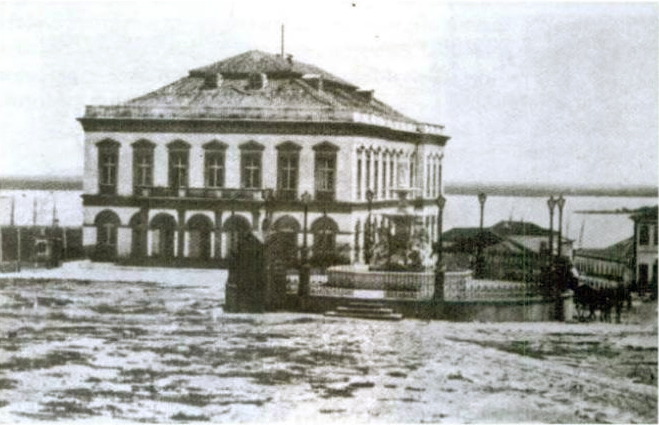
O Theatro São Pedro em 1860

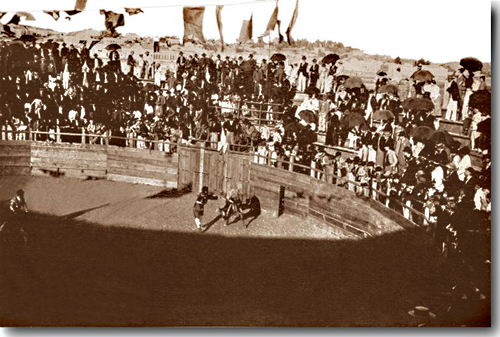
Virgilio Calegari: O Circo de Touradas

Outras áreas da arte igualmente demonstravam vitalidade, como a música. Algum treinamento musical se tornara parte obrigatória da educação da elite e os festejos públicos e privados sempre se valiam da música, havendo já diversos grupos instrumentais e professores em atividade. A figura mais notória desta fase foi o maestro Joaquim Mendanha, antigo membro da Capela Real do Rio de Janeiro, professor e fundador da Sociedade Musical de Beneficência Porto-Alegrense, além de ser o Mestre-de-Capela da Matriz. Nesse período também foi inaugurado o Theatro São Pedro, uma grande casa de ópera, e fundou-se a Sociedade Filarmônica Porto-Alegrense, a fim de financiar uma escola de música e organizar concertos para seus sócios.
Entre as atrações mais populares do fim do século XIX estavam as touradas e o ciclismo, onde se misturavam as classes sociais. As touradas são registradas desde a década de 1880, realizando-se no Circo de Touradas, onde hoje é o Parque da Redenção. Não se sabe ao certo, mas aparentemente o touro não era sacrificado no final do espetáculo, que se resumiria em uma encenação carregada de dramaticidade, intercalada com cenas de pantomima. Segundo os jornais da época, o afluxo de público todos os domingos era tão grande que parecia uma verdadeira "enchente". Nos intervalos ainda se apresentavam números circenses de todo tipo, com ginastas, mágicos e cantores. A partir de 1896 a arena foi também palco para apresentação de cinematógrafos em sessões noturnas. O cinema, por sinal, que de imediato ao chegar naquele ano caiu nas graças dos portoalegrenses, foi um dos responsáveis pelo rápido declínio das touradas, tanto que em torno de 1910 o Circo de Touradas haveria de ser desativado, enquanto que as salas de cinema se multiplicavam. Mais ou menos na mesma altura da popularização das touradas o ciclismo deixou de ser apenas uma curiosidade e se tornou uma moda. No fim do século já havia várias sociedades amadoras de ciclistas e dois velódromos. Como os equipamentos para o ciclismo eram caros, era um esporte essencialmente praticado pela elite, embora as corridas nos velódromos atraíssem também grandes multidões do povo.

## O Castilhismo e o empurrão para o progresso

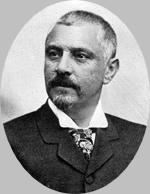
Júlio de Castilhos, figura dominante no estado na virada do século

A Proclamação da República foi recebida com muita surpresa pelos portoalegrenses; logo em seguida a situação política no estado se tornou confusa, ocasionando o acirramento de rivalidades e anomalias institucionais, como a que ocorreu em 12 de junho de 1892, quando no mesmo dia estiveram à testa do governo estadual simultaneamente dois presidentes, assumindo por fim provisoriamente um terceiro. Em 1893 a tensão explodiu na sangrenta Revolução Federalista, que pretendia "libertar o Rio Grande do Sul da tirania de Júlio de Castilhos", então Presidente do Estado, que havia iniciado reformas e imposto uma Constituição Estadual de inclinação positivista. Os combates não chegaram às portas da cidade, mas ali dividiram dramaticamente as opiniões. Terminou com o triunfo de Júlio de Castilhos e a quebra da oposição, ainda que nem todas as vozes se calassem. Em 1897 ele foi sucedido por seu fiel discípulo Borges de Medeiros, que governaria até 1928. O predomínio da política de Júlio de Castilhos, o chamado Castilhismo, foi determinante nos rumos que a capital tomaria ao longo da primeira metade do século vindouro, com vários Intendentes municipais se sucedendo sob aquela filiação ideológica e consolidando um regime que, embora autocrático, teve significativo sucesso no manejo de uma herança administrativa ineficiente, lançando os alicerces do progresso acelerado do início do século XX, ainda que esse progresso viesse a cobrar um elevado preço social. Porém, nas palavras de Charles Monteiro,
"Tão importante quanto a nova ordem política, foi o crescimento populacional e o progresso de industrialização que se iniciou na cidade na década de 1890.... a taxa de crescimento demográfico passou de 2,5% para 3,4% ao ano. Para 1900, o censo populacional apontou uma população de 73.474 habitantes em Porto Alegre. A imigração alemã e italiana, o desenvolvimento da agricultura comercial da região serrana, a comercialização desses produtos através do porto da capital e a construção das primeiras linhas ferroviárias, entre outros fatores, que associados criaram as condições para o ciclo de crescimento econômico de Porto Alegre".

### Século XX: os primeiros trinta anos

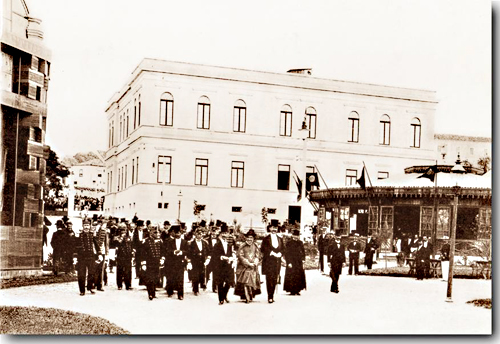
Lunara: Inauguração solene da Exposição Agroindustrial de 1901 pelo Presidente do Estado Borges de Medeiros e sua comitiva

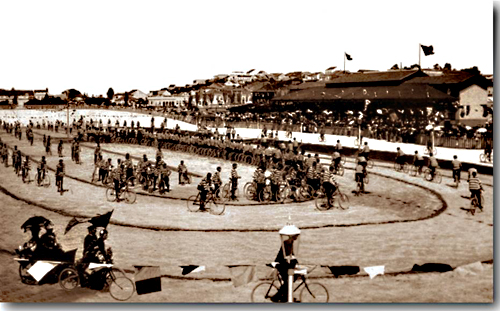
Virgilio Calegari: O velódromo, onde o público se reunia para apreciar os ciclistas. Até os anos 1920 em Porto Alegre o ciclismo foi um esporte praticado quase exclusivamente pela elite

Na virada do século Porto Alegre passou a ser vista como o cartão de visitas do Rio Grande do Sul, ideia perfeitamente alinhada com os propósitos do Positivismo, corrente filosófica abraçada pelos governos estadual e municipal, e por isso a cidade deveria transmitir uma impressão de ordem e progresso. Para transformar a ideia em fato, a Intendência iniciou um enorme programa de obras públicas, apoiadas em larga medida pelo governo estadual, circunstância favorecida pela Constituição de 1891, que na prática entregava ao estado grande poder sobre os municípios, a ponto de Borges poder impor modificações nas Leis Orgânicas municipais, restringindo a atuação do Intendente. Partia do Governador a indicação do Intendente, e Borges sucessivamente escolheu José Montaury para a chefia da cidade, elogiando sua capacidade de administrar às claras, minorar o sofrimento dos pobres e refrear a ganância dos capitalistas. A fim de melhor controlar o processo desenvolvimentista, o município atraiu para si a responsabilidade sobre muitos serviços públicos, como o fornecimento de água encanada, iluminação, transporte, educação, policiamento, saneamento e assistência social, em um volume que ultrapassava em muito o hábito da época e superava o que faziam na mesma altura São Paulo e Rio de Janeiro.
Para fazer face à despesa, o governo passou a tomar empréstimos no exterior, iniciando a acumulação de significativa dívida externa. Entre 1909 e 1928 a cidade pediu empréstimos no valor de 600 mil libras esterlinas mais quase 10 milhões de dólares, além de ter de arcar com a contratação de um grande número de novos funcionários públicos. Esse programa de governo, o Plano Geral de Melhoramentos, resultou também em uma onda de construções públicas de caráter monumental, renovando a paisagem urbana segundo a estética do ecletismo, a qual, por influência da prestigiada comunidade alemã, foi rapidamente imitada pelas elites para a construção de seus novos palacetes. Foi quando se ampliou o porto num projeto vasto e ambicioso, e se ergueram alguns dos mais significativos e luxuosos prédios públicos da capital, na chamada "fase áurea" da arquitetura portoalegrense. Alguns desses edifícios são carregados de simbolismos éticos, sociais e políticos, que se revelavam mais conspicuamente na decoração alegórica das fachadas. São exemplos bem ilustrativos dessa tendência o Paço Municipal, a Biblioteca Pública, os Correios e Telégrafos e a Delegacia Fiscal, boa parte deles construídos pela parceria entre o arquiteto Theodor Wiederspahn, o engenheiro Rudolf Ahrons e o decorador João Vicente Friedrichs, todos de origem alemã.
Essa evolução urbanística acompanhava o surgimento de uma nova cultura burguesa estimulada pelo afluxo de novos migrantes e imigrantes, agora incluindo judeus, espanhóis, ingleses, franceses, platinos e outros; pela introdução de novas tecnologias na área dos transportes e engenharia, e pela consolidação de uma elite capitalista, o que tornou a sociabilidade e os espaços urbanos mais complexos, exclusivos e diversificados. Ao mesmo tempo, a indústria se fortalecia e começava a substituir definitivamente as manufaturas e o artesanato, e se consolidava a posição central de Porto Alegre no comércio de todo o estado.

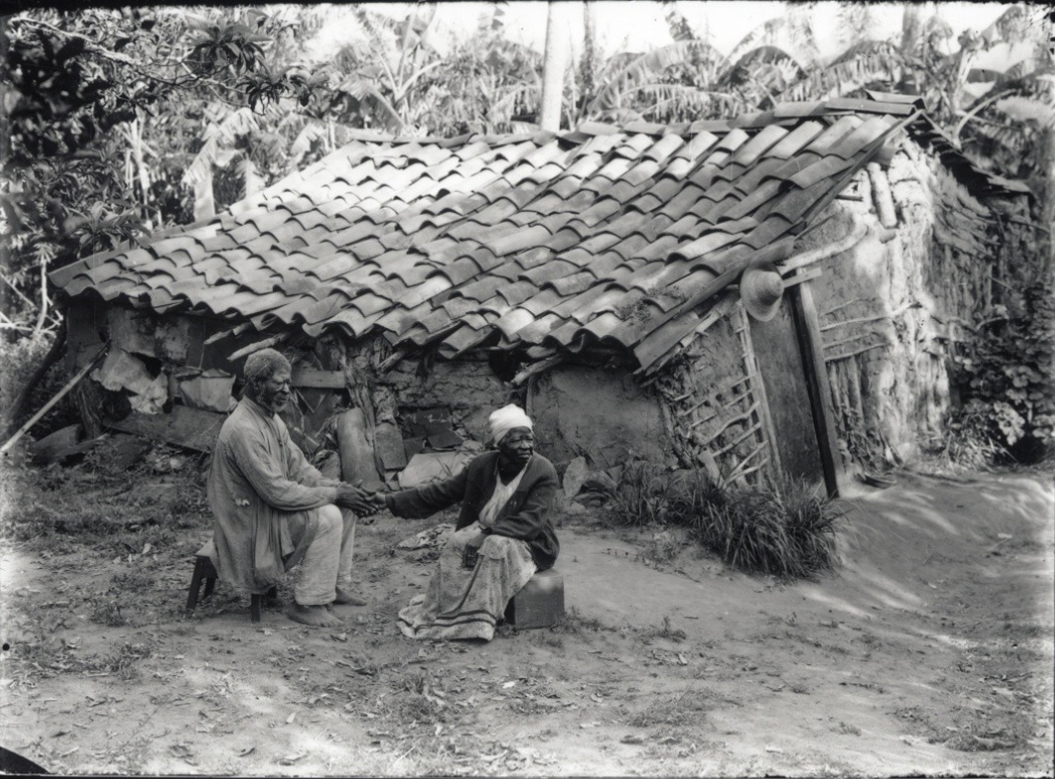
Lunara: Negros de Porto Alegre na miséria na década de 1900

Contudo, os investimentos da administração pública se concentraram na área limitada pelos distritos 1, 2 e 3, o entorno do centro histórico, enquanto que os novos bairros operários, como o São João e Navegantes, ficaram à espera de melhorias na infraestrutura. A despeito de inegáveis e significativos avanços, a administração castilhista foi sendo alvo de crescente número de críticas, tanto por suas inconsistências, fracassando por exemplo no campo da habitação popular, como por seu continuísmo dogmático e conservador, embora Montaury fosse muito respeitado por sua probidade administrativa e estimado como pessoa.
O custo social de tanto progresso e tantos empreendimentos públicos de grande magnitude foi da mesma forma grande. Manifestos operários vinham sendo registrados desde o fim do século XIX, e em 1906 estourou na cidade a primeira greve geral do operariado. Como analisou Petersen, prevalecia a ideia de que a questão social no Brasil ainda não se manifestara com a gravidade com que o fizera em outros países, mas já se sabia que as pesadíssimas condições de trabalho na indústria na virada do século, não só em Porto Alegre mas em todo o Brasil, eram potencialmente geradoras de conflitos sociais. De fato, às vezes até se assemelhavam à escravidão, com homens e mulheres obrigados a atuar em ambientes insalubres, com uma jornada longa, recebendo baixo salário e sofrendo de seus patrões e capatazes intimidações, humilhações, privações diversas e até castigos físicos. Crianças não eram poupadas e trabalhavam quase como adultos, mas recebiam ainda menos e eram espancadas frequentemente.

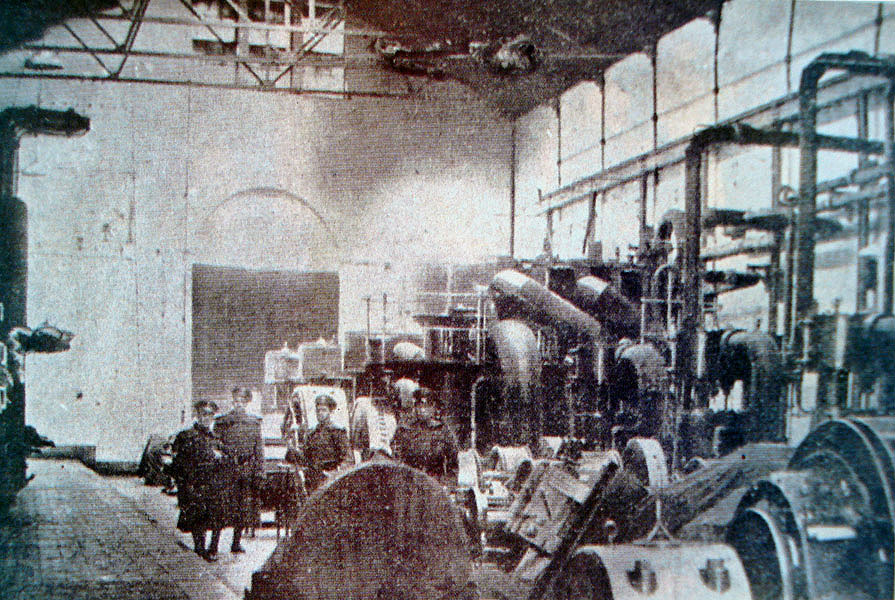
Fábrica guardada por milícia da Intendência durante as greves de 1917

Embora os políticos já soubessem da tensão que se acumulava entre os trabalhadores e empresários, a propaganda oficial, tentando cooptar os descontentes para sua própria causa, oferecia sua versão ufanista dos acontecimentos; por um lado os elogiava dizendo que o operariado era "a força ativa e permanente no seio das vastas oficinas elaboradoras dos progressos industriais.... e vivia em feliz harmonia com um regime que lhe assegura a igualdade, tão perfeita quanto a praticada nas sociedades mais avançadas", mas também fazia questão de salientar o caráter pacífico de nosso povo e alegava que em Porto Alegre "não falta trabalho para quem tem decidida vontade de trabalhar".

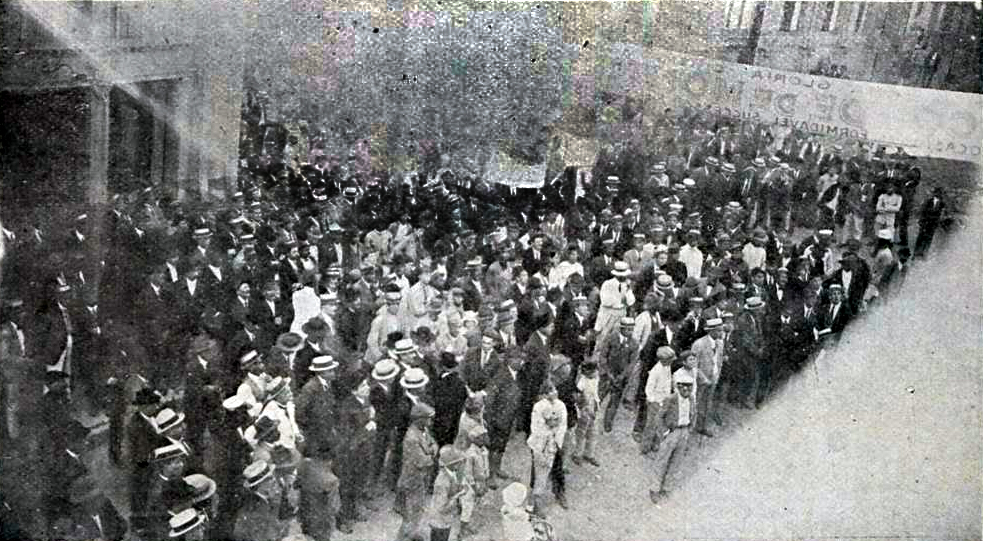
Passeata de operários em 1919

Não surpreende que a fundação de um partido operário em Porto Alegre em 1908 tenha sido encarada pelos setores dominantes e conservadores, incluindo-se aqui a Igreja Católica, como uma ameaça ao "espirito público", condenada na imprensa paternalisticamente como uma falsa utopia, uma quimera inspirada pelo desprezado Socialismo, recomendando aos operários calma, ordem e prudência. Mas o movimento, ainda que colorido por várias vertentes ideológicas que às vezes conflitavam, foi forte e unido o bastante para agregar imediatamente a maioria da classe operária e se irradiar para todo o estado, assumindo relevância política crítica. Outras greves se sucederam em rápida sequência: padeiros em 1913, marmoristas em 1914, pedreiros e padeiros em 1915, pedreiros, tecelões, calceteiros e padeiros em 1916. O clima entre os trabalhadores na cidade era de descontentamento geral, ao mesmo tempo que a Intendência, alarmada, reforçava os efetivos policiais.
Outras vozes, de outro lado, louvavam as iniciativas corajosas dos trabalhadores, depositando nelas grandes esperanças de reforma trabalhista e social, e convocavam a participação compreensiva da classe dominante neste processo, até para seu próprio proveito. A insatisfação dos opositores do Castilhismo se extremou por fim na violenta Revolução de 1923, que tentou apear Borges do poder em meio a uma grave crise econômica estadual e evidências de fraudes eleitorais. Borges permaneceu, mas a Constituição Estadual foi reformada, retirando o poder do Governador de nomear Intendentes e impedindo sua reeleição para dois mandatos consecutivos. Com isso em 1924 José Montaury deu lugar a Otávio Rocha. Neste momento Porto Alegre já tinha 190 mil habitantes.

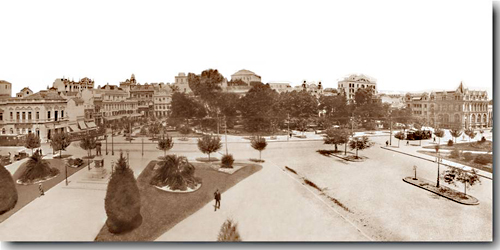
Panorâmica da Praça da Alfândega reurbanizada, em 1929

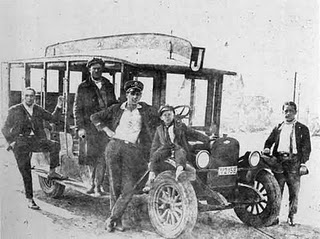
O primeiro ônibus de Porto Alegre, 1926.

No entanto, assegurou-se a continuidade da filosofia política. Otávio Rocha também era castilhista, e empenhou-se ainda mais para a reforma da cidade, desejando transformá-la em uma "nova Paris". O projeto urbano já passava a ser consideravelmente determinado pelo rápido aumento no número de veículos circulantes. Em 1927 já havia três mil automóveis em Porto Alegre, número inferior apenas ao da frota de São Paulo. Desta forma, seu programa enfatizava o aspecto de circulação, sendo prevista a construção de avenidas largas, bulevares e rótulas e, para isso, especialmente na área central, foram derrubados dezenas de antigos casarões e cortiços decadentes, que simbolizavam pobreza e atraso, ao mesmo tempo em que se incrementava diversos outros equipamentos e serviços públicos. Tais reformas, no entanto, aumentaram o endividamento da capital, obrigando à criação de uma série de novos impostos: sobre as profissões, os divertimentos, o comércio e a indústria, a caridade, a conservação de ruas e estradas, os serviços de coleta de lixo e aferição de pesos e medidas.
Também foi iniciada uma campanha de "saneamento moral" do centro, com o combate à prostituição, à mendicância, ao jogo e ao alcoolismo. Como se percebe, o centro histórico a esta altura justificava a renovação pois já parecia degradado, fazendo com que a elite passasse a abandoná-lo como lugar de moradia e transferisse suas residências para zonas novas como os futuros bairros Independência e Moinhos de Vento. Também contribuíram para uma nova distribuição urbana a criação de vários loteamentos periféricos e a instalação de linhas de ônibus.

### A cultura sob o Castilhismo
Na cultura também houve realizações notáveis nos primeiros trinta anos do século XX. Segundo Maria Teresa Baptista, "os ideais positivistas não se restringiram às esferas da política e da religião, também influenciaram no plano cultural. Como consequência disso, inaugura-se o Teatro Polytheama (1898), o Arquivo do Estado (1906), e muitos outros estabelecimentos que mostravam o interesse do governo pelas diversas áreas da vida social e intelectual do Estado republicano.
Em 1901 foi fundada a Academia Rio-Grandense de Letras, agregando muitos jornalistas, poetas e escritores, como Caldas Júnior, Marcelo Gama, Alcides Maia e Mário Totta. Logo em seguida se fundou o primeiro museu do estado, o Museu Júlio de Castilhos, criado em 1903 para abrigar objetos que vinham sendo coletados desde 1901 e estavam depositados nos pavilhões construídos para a 1.ª Exposição Agropecuária e Industrial. No mesmo ano ocorreu o primeiro evento inteiramente dedicado às artes, o Salão de 1903, promovido pela Gazeta do Commercio. Este salão, segundo Athos Damasceno, foi "o primeiro certame a dar às artes do Rio Grande do Sul um estatuto de autonomia ... legitimando-as como objeto de aprovação e distinção social".

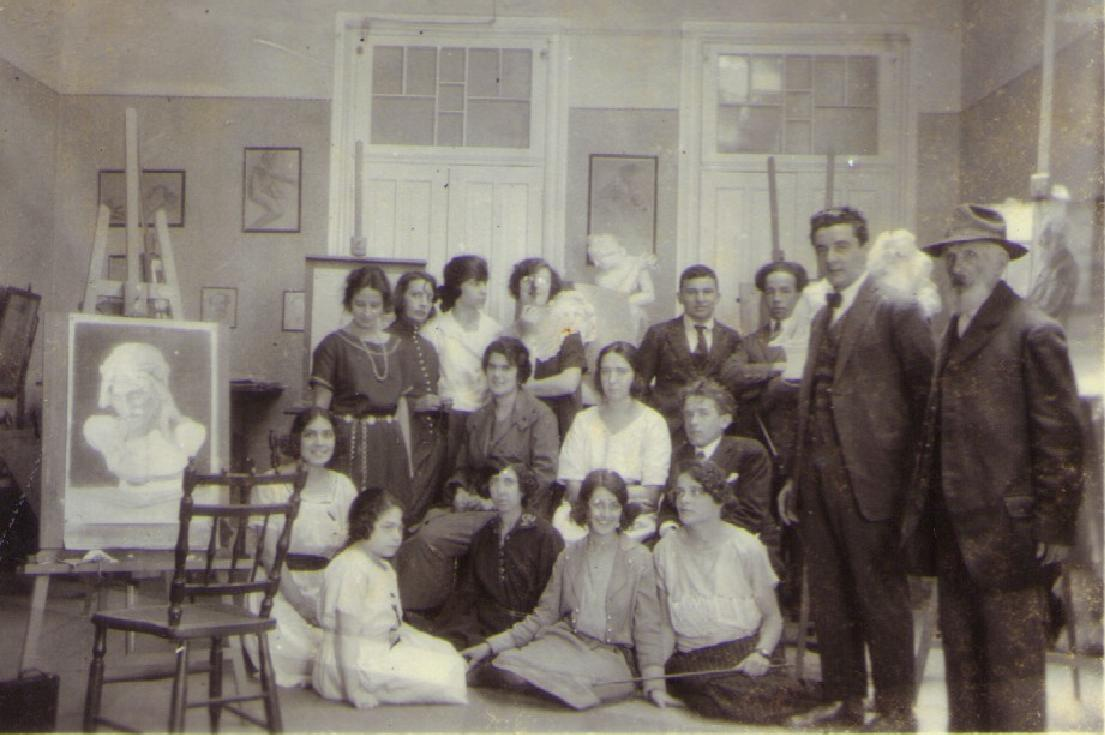
Estudantes no atelier do Instituto de Artes em 1925, com os professores Luis Augusto de Freitas, Libindo Ferrás e Francis Pelichek

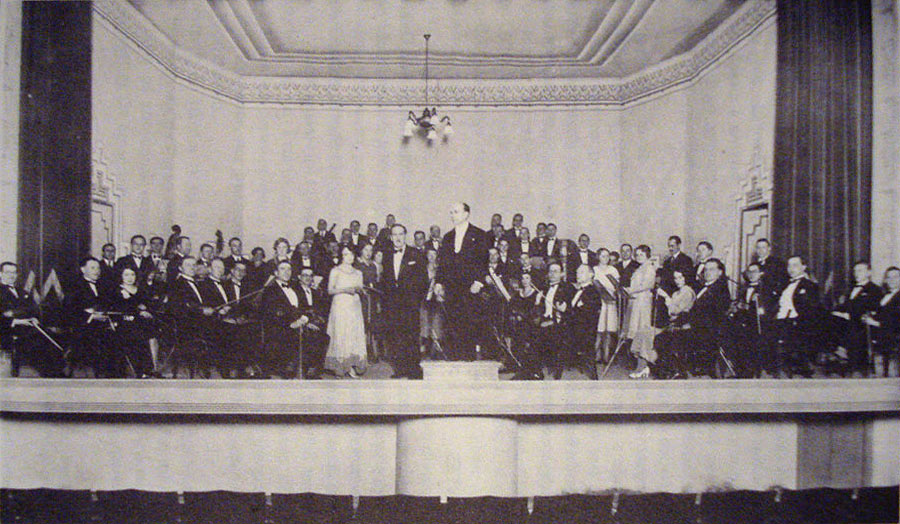
Concerto do Club Haydn em 1931.

Outro marco foi fundação em 1908 do Instituto Livre de Belas Artes, antecessor do atual Instituto de Artes da UFRGS, incluindo cursos de música e artes plásticas, que concentraria a produção de arte na capital e seria no estado praticamente a única referência institucional significativa até meados da década de 1950 nos campos do estudo, ensino e produção de arte. O Instituto "foi criado por amadores da arte como culminância do projeto civilizatório formado pelas escolas superiores livres e que constituíram a origem da primeira universidade na região", mas logo profissionais se juntariam e "assumiriam sua condição de agentes, passando a expressar a autonomia da arte, valendo-se do seu lugar institucional". No Instituto ensinaram alguns do nomes mais notórios da pintura local desse início de século, como Oscar Boeira, Libindo Ferrás e João Fahrion, junto com artistas de fora como Eugênio Latour, Francis Pelichek e Luiz Maristany de Trias, preparando um corpo discente majoritariamente feminino.
Na música o Club Haydn, formado em sua maioria por amadores, desempenhava papel importante organizando muitos recitais, divulgando autores europeus e brasileiros. Ele complementava as temporadas do Theatro São Pedro, onde se apresentaram astros como Arthur Rubinstein e Magda Tagliaferro e se encenou a primeira ópera gaúcha, Carmela, de José de Araújo Viana. Um ensino musical qualificado era ministrado pelo Instituto de Belas Artes, onde atuavam o mesmo Viana junto com Max Brückner, Tasso Corrêa e Olinto de Oliveira. Em 1925 foi criada a Banda Municipal de Porto Alegre, rapidamente se tornando uma favorita do público, executando concertos de repertório erudito ao ar livre e em teatros. No mesmo ano apareceu o Centro Musical Porto-Alegrense, que associava praticamente todos os profissionais da música da cidade e deu origem à Sociedade de Concertos Sinfônicos, em 1927, e, na década seguinte, ao primeiro sindicato da categoria.

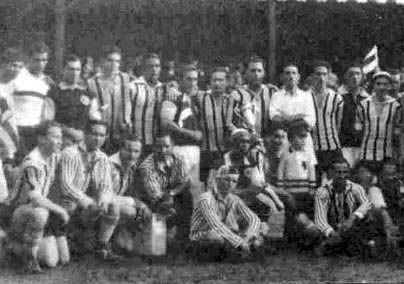
Time do Grêmio em 1932, campeão estadual

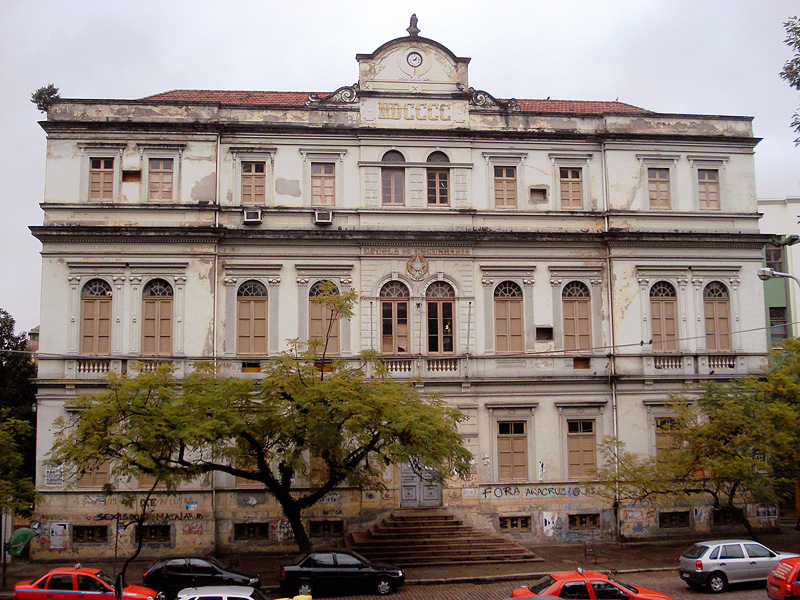
Sede antiga da Faculdade de Engenharia, hoje integrando os prédios históricos da UFRGS

Aparecem mais nomes de peso na literatura e na poesia, como Augusto Meyer, Dyonélio Machado e Eduardo Guimarães, além de a atividade da Biblioteca Pública do Estado, reinaugurada com grandes ampliações em 1922, contribuir significativamente para dinamizar as letras locais. O cinema se tornava uma moda extremamente popular, a ponto de se tornar hegemônico no cenário sociocultural, apesar das críticas que recebia por supostamente ser uma "arte inferior" e uma "escola de vícios", e provocar a degeneração do "bom gosto" artístico da população. O esporte já contava com clubes como o Grêmio e o Internacional, que seriam grandes forças no futebol brasileiro anos mais tarde.
Também começava a dar frutos positivos a atividade das primeiras faculdades, instaladas no ocaso do século XIX: Farmácia e Química em 1895, Engenharia em 1896, Medicina em 1898 e Direito em 1900. Por causa disso, começava a se destacar uma outra categoria social: a dos estudantes. No relato de Nilo Ruschel, o estudante, em geral pertencendo à elite, pretendia através do preparo em um curso superior ascender socialmente dedicando-se mais tarde à política, ao funcionalismo público e às profissões liberais, e desta forma...
".... aflorava, levantando a cabeça por sobre a massa popular. Buscava destacar-se do vulgo por seus valores próprios, quando não mais precisava buscar em São Paulo, Rio ou Recife, o canudo de doutor. Não havia universidade, mas já nascia o espírito universitário.... uma plêiade seleta de jovens, irrequietos e combativos.... No linguajar predominava o sotaque fronteiriço. Como erva rasteira, brotava entre as pedras da rua como que um panache nativo, uma ufania de casta, temperada no guasquear do minuano. E isso se insinuava em tentativas de exteriorização, de identificação".

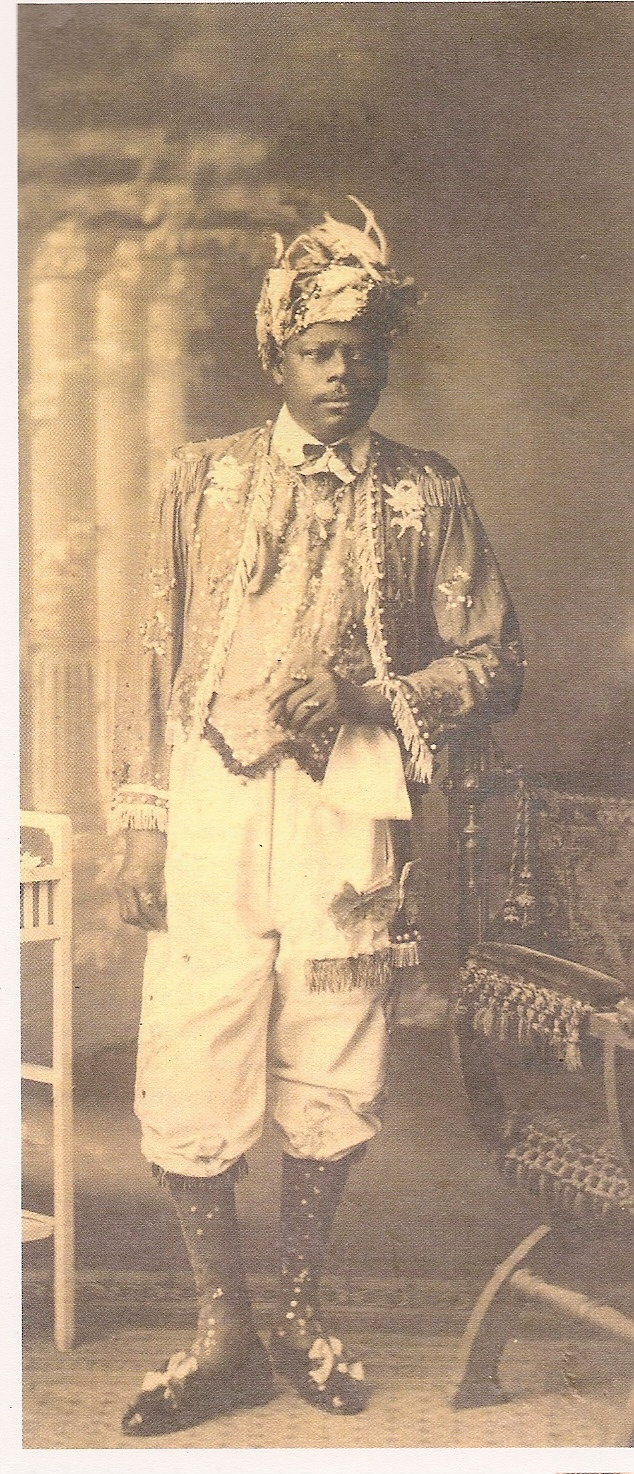
O Príncipe Custódio

A cultura popular também se transformou com o significativo afluxo de imigrantes de várias partes do mundo, que contribuíram para dar a Porto Alegre uma feição mais cosmopolita, mas também foram causa de diversos conflitos com os antigos residentes. A influência dos imigrantes se manifestou de muitas formas, desde a introdução de novos hábitos de culinária até a popularização de novas gírias, com a formação de comunidades com costumes próprios. As crônicas da época citam diversos personagens populares muito conhecidos na cidade, como o "Ratinho", um músico ambulante e ator de rua, o "pretinho Adão", vendedor de jornais que exibia suas habilidades acrobáticas e era sempre acompanhado pelo cego "Alemãozinho", e a "Maria Chorona", uma personificação das mulheres das camadas populares que lutavam pela sobrevivência em pequenos ofícios de rua, herdeiras da tradição das quitandeiras e lavadeiras e que ganharam seu apelido pelo estilo lamurioso ou sensacionalista de seus pregões. As mulheres nesta época, aliás, iniciavam sua independência da tutela masculina e ganhavam - a custo, diga-se - o espaço público, às vezes adotando comportamentos ostensivamente transgressores como fumar e trazer os cabelos curtos.
Outra figura popular que no começo do século XX merece lembrança pela sua singularidade e influência foi Custódio Joaquim de Almeida, tradicionalmente considerado um príncipe africano, um título que hoje é posto em dúvida por alguns historiadores. Era uma personalidade extravagante e misteriosa; dizia-se que tinha poderes de cura, conhecia as ervas medicinais, e segundo algumas fontes teria dado assistência espiritual, além de aconselhamento em assuntos de governo, a poderosos políticos da época, incluindo Júlio de Castilhos, Borges de Medeiros e Getúlio Vargas, o que pesquisas recentes consideram pouco provável. De toda forma, é fato que foi um líder religioso e comunitário, sua figura rodeou-se de rico folclore e inspirou a veneração de muitos, é uma referência na história das religiões africanas no estado e tornou-se um símbolo contemporâneo da luta antirracista e da liberdade de culto. Ao falecer em 1935, uma multidão compareceu ao enterro.

### Década de 1930

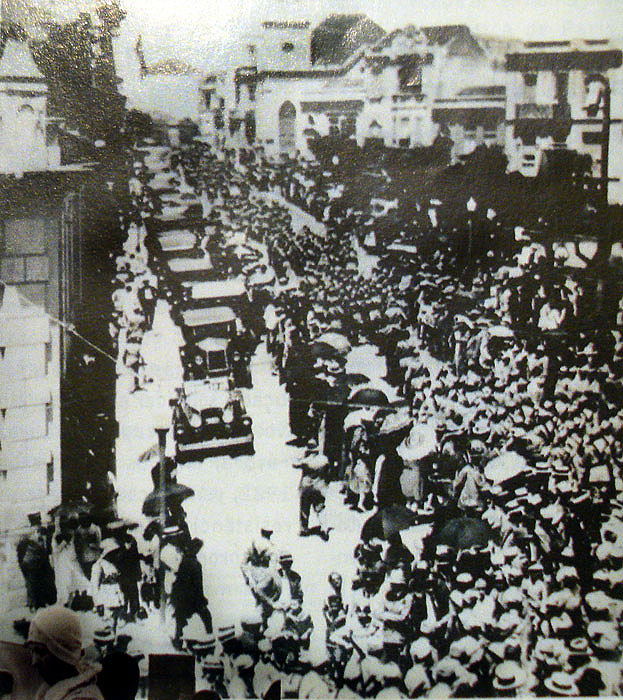
Manifestações populares em Porto Alegre apoiando a Revolução de 30

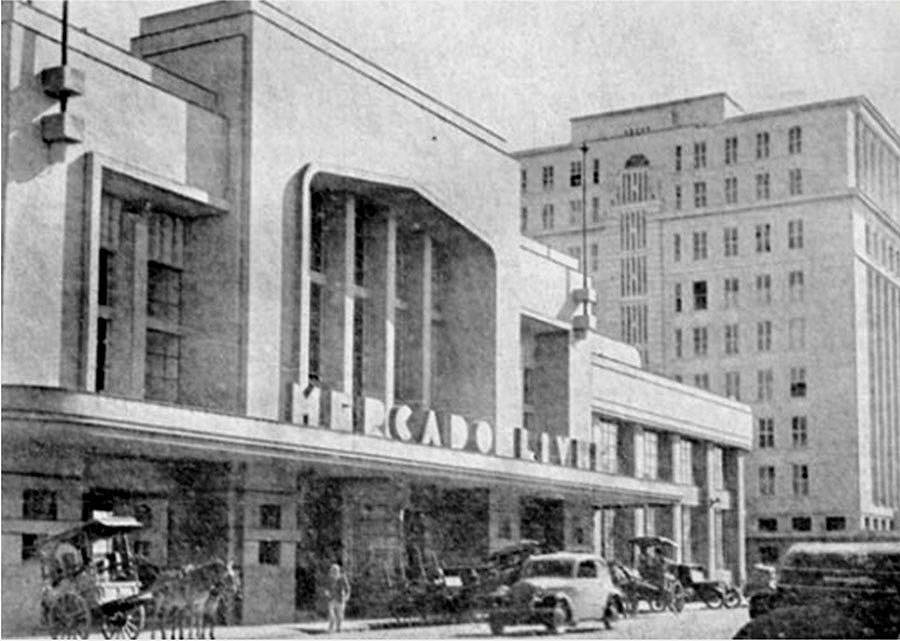
Arquitetura dos anos 1930: o desaparecido Mercado Livre, e ao fundo o Palácio do Comércio, ainda existente

Com o inesperado falecimento de Otávio Rocha em 1928 assumiu interinamente Alberto Bins, seu vice, concorrendo no mesmo ano como titular da chapa e obtendo o cargo. As avenidas centrais da cidade, recém abertas, sintomaticamente receberam os nomes de Avenida Júlio de Castilhos e Avenida Borges de Medeiros. Já Otávio Rocha, o intendente recém falecido, foi homenageado com uma rua, uma praça e o primeiro viaduto da cidade.
Estourando a Revolução de 1930, que colocou o gaúcho Getúlio Vargas no comando da nação e sinalizou o fim da República Velha, a repercussão em Porto Alegre expressou-se dramática, relatando-se diversos episódios de tiroteios e confrontos de rua, um indício de que a tradição de belicosidade do gaúcho ainda continuava muito viva através do emprego de práticas autoritárias e violentas por parte do poder público. Segundo Ruschel, em certos momentos o centro da cidade se transformou em "um cenário de filme de faroeste".
Ainda que o Plano Geral de Melhoramentos tenha continuado como base do projeto político administrativo de reformas e modernização, algumas mudanças se faziam necessárias. Edvaldo Paiva e Ubatuba de Faria, funcionários do município, e Arnaldo Gladosch, contratado no Rio, esboçaram alguns ensaios de reorganização da malha urbana central de acordo com os princípios modernos, mas nenhum se implantou em plenitude. Paralelamente foi ideado outro modelo para a expansão periférica e horizontal da cidade. Para vários bairros ou loteamentos residenciais os técnicos propuseram uma interpretação local do protótipo da "cidade-jardim", com um traçado orgânico, construções isoladas em baixa escala e densa vegetação, cujos melhores exemplos são a Vila Jardim, a Vila Assunção e a Vila Conceição.
O aterro das margens do Guaíba prosseguiu e iniciaram-se também a urbanização da Várzea da Redenção e a arborização de outros espaços de lazer; ampliou-se o calçamento das ruas e as redes de água, esgoto e energia elétrica. Bins teve a vantagem de, sendo um próspero descendente de imigrantes alemães, ser bem relacionado com a sua influente comunidade, constituindo-se mesmo em seu representante frente ao Partido Republicano e ao parlamento. Também se relacionava com significativos grupos da burguesia comercial e industrial da cidade, o que ajudou a melhorar as condições de vida do proletariado, que amparou fundando um Comitê para representá-lo e instituindo sindicatos.
Outra de suas grandes obras foi a organização, em 1935, da Exposição do Centenário da Farroupilha, a maior exposição geral que Porto Alegre vira em toda a sua história, e que, construindo seus pavilhões em estilo modernista, influenciou decisivamente a evolução da arquitetura da cidade para o aparecimento de uma versão tipicamente local e original do Modernismo arquitetônico. O eixo monumental da Exposição terminava em um imenso Pavilhão de Exposições da Indústria Gaúcha, o que deveria evidenciar para todo o Brasil o ímpeto de modernização e progresso do estado em direção ao futuro. Nesta época já se podiam ver sinais do início de uma verticalização no perfil urbanístico com o aparecimento de edifícios de apartamentos e prédios comerciais. Expandindo-se a malha urbana continuamente, surgiam os bairros Mont'Serrat, Petrópolis e Partenon, ocupados pela classe média. Alberto Bins governou a capital até 1937. Às vésperas de deixar a Intendência a cidade passava por uma crise, tendo expressiva parcela dos contribuintes solicitado moratória.
Entrementes Getúlio Vargas se aproximava da Alemanha, o Rio Grande do Sul aumentava suas exportações de couro e fumo para lá, e os muitos alemães de Porto Alegre, bem como de resto toda a colônia do estado, que somava mais de 900 mil pessoas nesta época, demonstravam estar muito organizados, vários enriqueceram e atingiram posições de destaque na cidade e pelo interior, como o próprio Alberto Bins, havendo até uma série de jornais em alemão para este público específico, onde se discutia desde política até tecnologias agroindustriais. Os três jornais alemães de Porto Alegre, o Vaterland, o Neue Deutsche Zeitung e o Deutsches Volksblatt, eram todos pró-Nazismo, em graus variados. Com as simpatias do governo federal voltadas para a Alemanha e seu regime, e com a comunidade local animada semelhantemente, logo a cidade testemunhou passeatas com batalhões de jovens fardados carregando bandeiras com a cruz suástica.

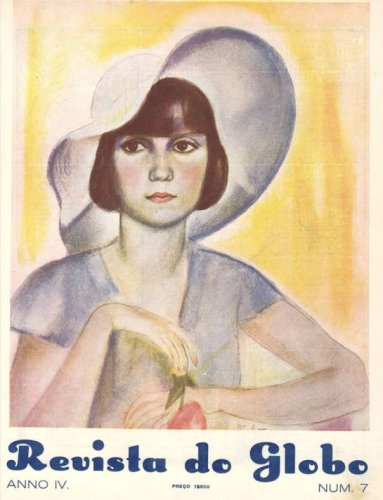
Capa da Revista do Globo, de 1932, com ilustração de Francis Pelichek

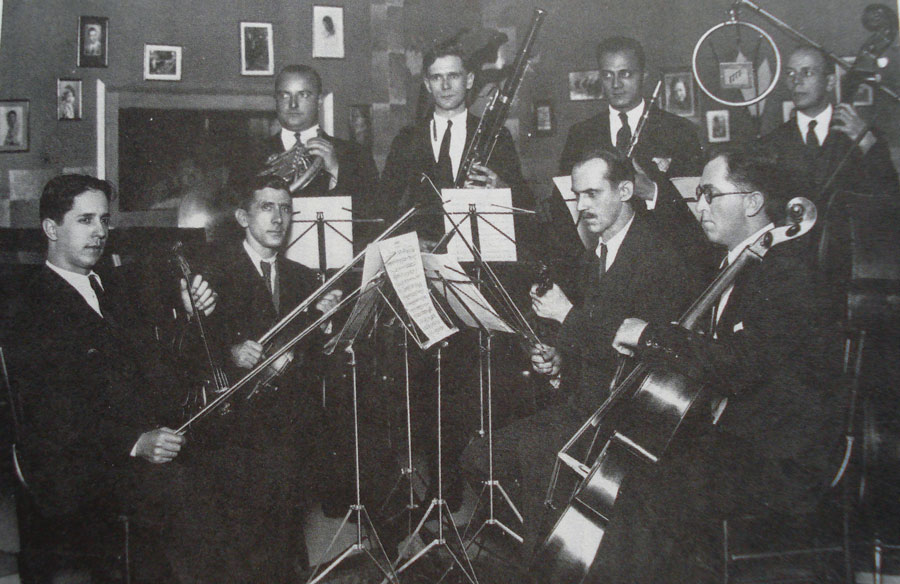
Transmissão radiofônica de um recital de música erudita pela Rádio Sociedade Gaúcha em 1935

Mas nem todos concordavam com o rumo dos acontecimentos. Intelectuais como Érico Veríssimo e Dyonélio Machado, irritados com o clima opressivo, e sentindo-se alinhados com a cultura e arte dos Estados Unidos, fundaram em 1938 o Instituto Brasileiro Norte-Americano. Grande parte da movimentação cultural ocorria nos cafés, especialmente na Confeitaria Central, na Confeitaria Rocco, no Chalé da Praça XV e no Café Colombo. Formou-se o chamado Grupo do Café Colombo, composto por alguns dos mais destacados personagens do mundo cultural de então, como Mario Quintana, Dante de Laytano, Walter Spalding, Barbosa Lessa, Theodomiro Tostes, Moysés Vellinho, Dyonélio Machado, Pedro Wayne, Telmo Vergara, Raul Bopp, Radamés Gnatalli, Fernando Corona e Augusto Meyer. O Café Central era o foco de concentração dos políticos. Cassinos e clubes ofereciam programas culturais com música, dança e representações cênicas, geralmente de caráter popular, e o Theatro São Pedro continuava centralizando a música e o teatro eruditos.
Pedro Weingärtner morrera em 1929, já meio esquecido pelo público, sepultando com ele a tradição do Academismo rigoroso. Por esta altura o Modernismo já estimulava um debate intenso entre a elite e os artistas sobre os novos rumos que a arte vinha tomando. A nova estética foi introduzida em Porto Alegre primeiro pelas artes gráficas, com destaque para as ilustrações da Revista do Globo, que tinha grande circulação, e que mantinha em suas oficinas um grupo de talentosos ilustradores, alguns dos quais mais tarde definiram o perfil de toda a melhor arte local e estadual. Entre eles estavam Ernest Zeuner, Edgar Koetz, Francis Pelichek e João Fahrion. Ao mesmo tempo, o Instituto de Artes, onde alguns desses artistas lecionavam, também se abria ao influxo de novas ideias, especialmente sob a direção de Tasso Corrêa, a partir de 1936, projetando-se então nacionalmente.
O rádio começava a assumir um importante papel de divulgação cultural, tanto no terreno popular como no erudito, montando-se radionovelas e radioteatro, concertos ao vivo, bem como servia de fórum para debates políticos e fonte de simples entretenimento descompromissado, alcançando cada vez maior e mais diversificado público. Em breve adquiriu, porém, uma base fortemente comercial. Na educação foi importante nesta época a criação Universidade de Porto Alegre, de âmbito estadual, que foi a antecessora da UFRGS, enquanto que já existiam grandes colégios em funcionamento, como o Anchieta, o Júlio de Castilhos e o Rosário.

## Crescimento na onda do Modernismo
Em 1940 o município contava com cerca de 385 mil habitantes e seus índices de crescimento eram positivos para a indústria, a construção civil, a educação, a saúde, a eletrificação, o saneamento, o movimento portuário, os transportes e as obras de urbanização. A ligação rodoviária e aérea com o centro do Brasil foi incrementada, e a rede ferroviária para o interior do estado se expandia. Segundo Olavo Ramalho Marques, José Loureiro da Silva, sucessor de Bins, é lembrado como um dos grandes responsáveis pela modernização da cidade, afastando-a de uma herança colonial obsoleta e conduzindo-a a um estatuto de metrópole – ou ao menos preparando-a para isso. Iniciando seu governo sob o Estado Novo de Getúlio Vargas, foi nomeado por este para a prefeitura e governou com a Câmara Municipal fechada, numa transição que esteve longe de ser pacífica. Entretanto foi um governante popular, e mesmo sendo homem de confiança de Getúlio, através do que poderia exercer um poder autoritário, decidiu criar o Conselho do Plano Diretor, que propôs um novo modelo de organização urbana com a definição de uma planta radial e descentralizada, a fim de solucionar os perenes engarrafamentos que já se verificavam no centro, pois as reformas anteriores do Plano Geral de Melhoramentos se ressentiam da falta de uma atribuição mais coerente e funcional do uso do solo para as várias atividades humanas.

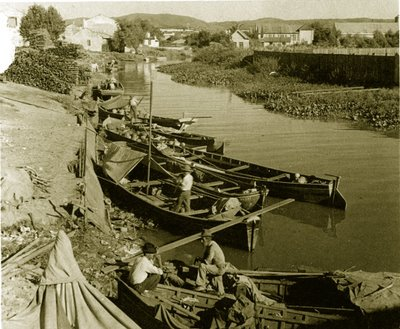
O Arroio Dilúvio antes da canalização

Em sua gestão se realizaram marcos urbanísticos e infraestruturais importantes como a construção da Ponte da Azenha e a canalização do Arroio Dilúvio, que causava muitas enchentes, a abertura de grandes avenidas como a Farrapos, a Salgado Filho e a André da Rocha, bem como o prolongamento das avenidas Borges de Medeiros e João Pessoa. Para isso foi necessária a demolição de inúmeros outros casarões antigos do centro, fazendo inflacionar os aluguéis e diminuindo a oferta de moradia para as classes populares, expulsando-as para bairros mais distantes.
Outro aspecto interessante de sua administração foi a intensificação dos debates em torno da definição de uma versão oficial da história da cidade, estabelecendo-se como seu marco inicial a concessão das terras ao sesmeiro Jerônimo de Ornellas, e não o início efetivo do povoamento. Para isso foi auxiliado pelo Instituto Histórico e Geográfico do Rio Grande do Sul, coordenado pelo historiador Walter Spalding, culminando na publicação do primeiro estudo histórico de fôlego sobre Porto Alegre, o livro de Spalding Porto Alegre: biografia duma cidade (1941), com mais de 700 páginas e farta documentação anexa, obra que na verdade foi mais do que uma conquista cultural, também foi um ato político, pretendendo legitimar sua administração e exaltar os avanços e o futuro brilhante da cidade.
O impacto da II Guerra Mundial foi sentido na cidade. As dificuldades impostas ao comércio internacional criaram escassez de vários bens, mas por outro lado estimularam o surgimento de novas indústrias, principalmente metalúrgicas, químicas e tecelagens, em torno das quais se formam núcleos de novos bairros, em especial na zona norte, na área da várzea do rio Gravataí, povoados por uma população em grande parte proveniente do interior do estado, atraída pela acelerada demanda por mão-de-obra. O fim da Guerra liberou a importação de veículos e o uso de gasolina, verificando-se a expansão da frota privada e pública, dinamizando os serviços de transporte coletivo. Em vista da insuficiência de recursos para atender às crescentes necessidades sociais, a prefeitura lançou mão do expediente de ampliar a área legal da zona urbana, possibilitando o aumento na taxação e abrindo vastas áreas ao loteamento, o que se revelou contraproducente, pois tornando urbanos terrenos rurais muito distantes do centro densificado e urbanizado, se obrigava a estender até lá os serviços públicos, com custos excessivamente altos. Com isso os sistemas de transporte, saneamento e água encanada enfrentaram uma crise adaptativa. O perfil da cidade mudava rápido sob a pressão do crescimento, e o explosivo aumento populacional dos anos 1940, quando se passou dos 350 mil habitantes, exigia rápidas atitudes no planejamento das zonas residenciais em expansão, exigindo a concepção de soluções em grande escala. No fim da década o inchaço populacional já mostrava sua face sombria, com a presença de vários focos de favelização nas periferias e o crescimento da violência e da marginalização. Um dos acontecimentos mais marcantes desses vinte anos foi a grande enchente de 1941, que deixou 80 mil flagelados, inaugurando uma nova postura em relação ao Guaíba. Desde então a cidade passaria a se isolar progressivamente do seu lago. E merece nota o início da mobilização dos negros, com a fundação em 1943 da União dos Homens de Cor, que cinco anos mais tarde já estaria ramificada por mais dez estados da Federação.

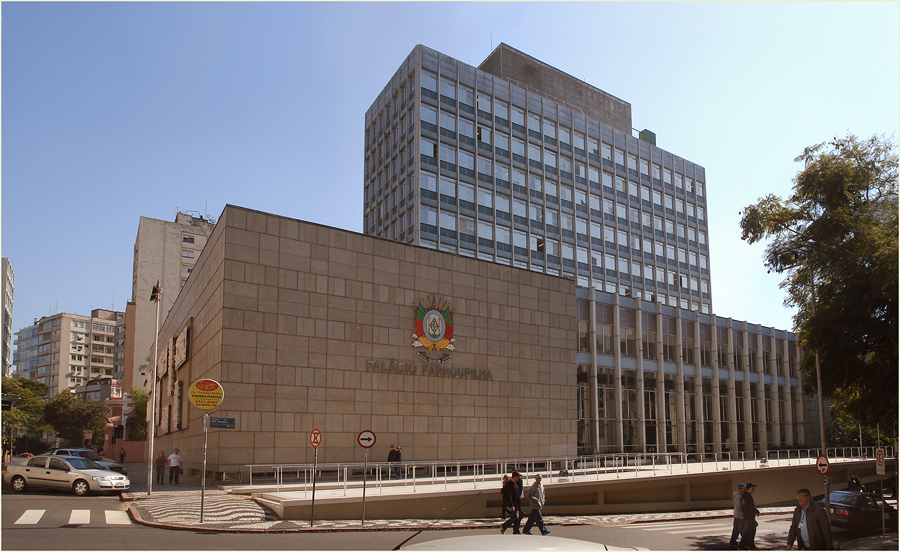
O Palácio Farroupilha

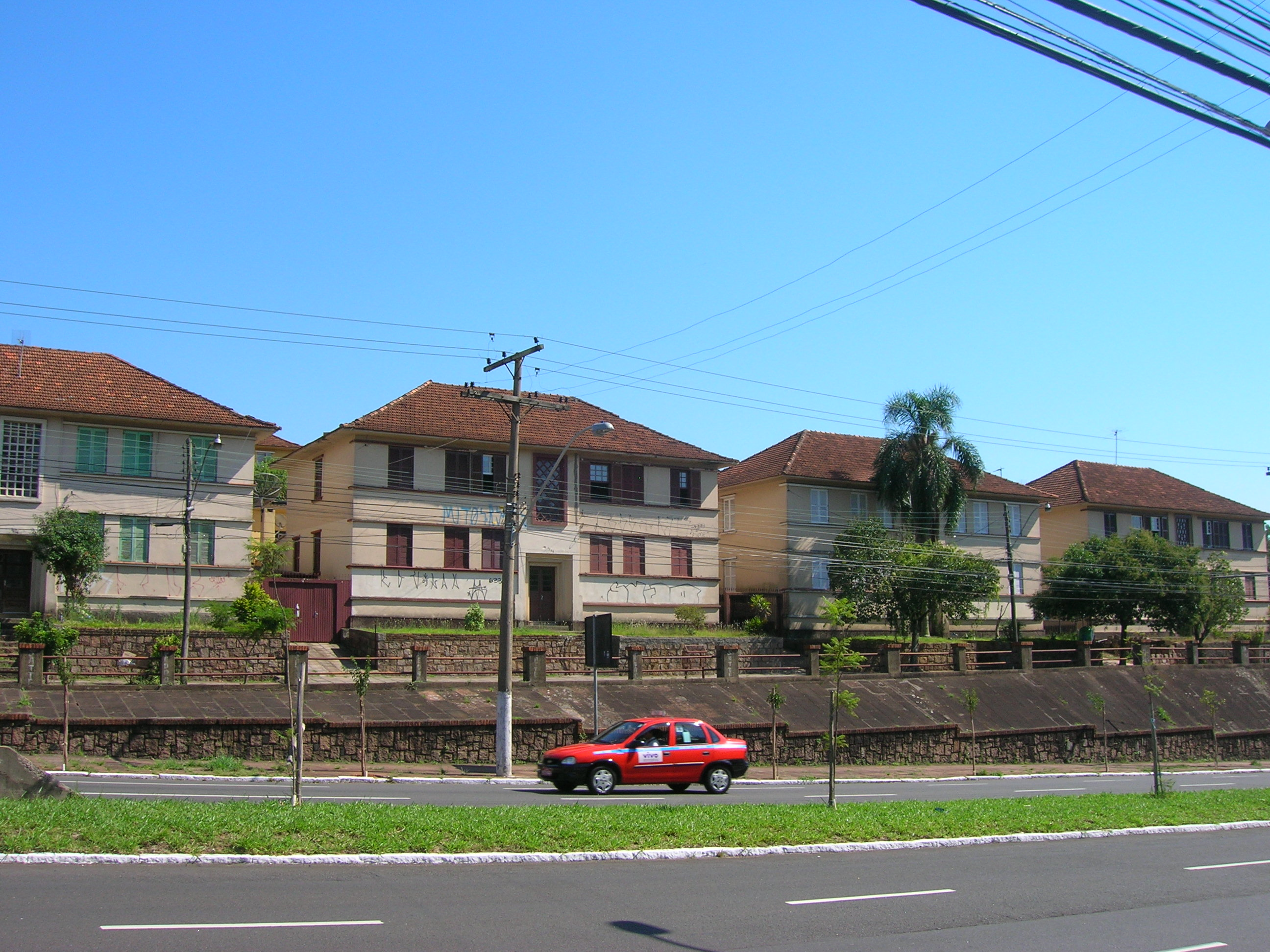
Alguns prédios da Vila do IAPI, vistos a partir da Avenida Plínio Brasil Milano.

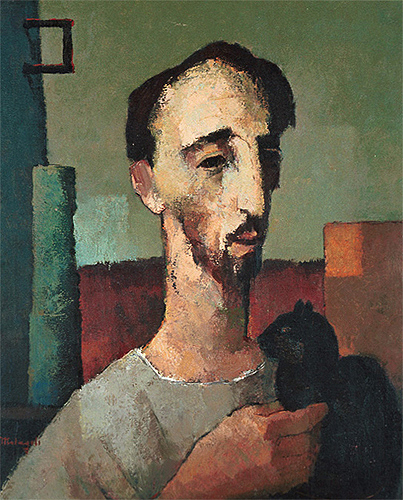
O gato preto, de Ado Malagoli, 1954, acervo do MARGS. Malagoli foi superintendente do Ensino Artístico da Secretaria de Educação e Cultura do Estado e revolucionou o ensino de arte, foi fundador e primeiro diretor do MARGS e um dos principais agentes para a consagração institucional definitiva do Modernismo nas artes visuais, além de deixar importante produção em pintura.

Iniciando os anos 1950 se firmava como dominante a influência do Modernismo arquitetônico. Neste período se ergueram grandes prédios públicos de linhas mais atualizadas, como o Palácio Farroupilha, sede da Assembleia Legislativa, o Palácio da Justiça, o Hipódromo do Cristal, o Hospital Fêmina, a sede antiga do Aeroporto Salgado Filho, a Faculdade de Farmácia da UFRGS e diversos prédios residenciais como os edifícios Jaguaribe e Esplanada.
Ildo Meneghetti, prefeito muito popular, deixou obras importantes, priorizando a habitação popular, exemplificada na Vila do IAPI, que hoje é patrimônio cultural do município, melhorando o abastecimento e o transporte coletivo, onde se destaca, em 1953, a encampação do serviço de bondes, a partir daquela data administrado pela Companhia Carris Porto-Alegrense, empresa pública municipal. Era getulista, continuando de certa forma a longa tradição iniciada no estado por Júlio de Castilhos e que servira de inspiração para o próprio Getúlio Vargas. Quando este se suicidou no Rio em 1954, ocorreram violentas manifestações de rua na cidade, que acabaram com os Diários Associados sendo incendiados pela multidão. Em seguida assumiu a prefeitura Leonel Brizola, confirmando o Trabalhismo do PTB no poder e iniciando sua própria "escola" política.
No fim dos anos 1950 o centro urbano já estava repleto de edifícios de altura considerável e a cidade já podia ser perfeitamente considerada uma das grandes capitais do Brasil, com uma variada rede de serviços e uma economia ativa. Com cerca de 400 mil habitantes, já realizara sua primeira Feira do Livro, dispunha de um museu especialmente dedicado às artes, o MARGS, uma universidade federal, a UFRGS, ouvia os concertos de sua nova orquestra sinfônica, a OSPA, e nomes como Mario Quintana, Aldo Obino, Lupicínio Rodrigues, Dante de Laytano, Aldo Locatelli, Manuelito de Ornelas, Paixão Côrtes, Walter Spalding, Bruno Kiefer, Túlio Piva, Barbosa Lessa, Armando Albuquerque, Ado Malagoli, Ângelo Guido e os integrantes do Clube de Gravura de Porto Alegre, entre muitos outros, já se haviam tornado referência nos campos da literatura, poesia, historiografia, tradicionalismo e folclore, artes plásticas, música e crítica de arte.
Nesta altura a Rua da Praia se tornara um dos pontos mais glamorosos da cidade, onde desfilava a elite entre cinemas, cafés e lojas de artigos finos. Na verdade, nesta época pareceu se consagrar definitivamente o papel que a Rua da Praia já vinha desempenhando na cultura urbana desde muito antes, o de coluna vertebral e principal artéria de circulação de bens e ideias da cidade, centro aglutinador e irradiador de tendências e cultura, e emblema de identidade para os portoalegrenses. Passara até ela mesma a se tornar um tema ou cenário recorrente na produção cultural da cidade.
Porém, como disse Monteiro, a visão idílica que ainda hoje se tem dos anos 50 em Porto Alegre, os chamados "anos dourados", com sua efervescência cultural, com os famosos bailes da Reitoria da UFRGS, as lambretas da "juventude transviada", o crescimento econômico, a estabilidade social e os novos hábitos de consumo e entretenimento, geralmente não leva em conta o aprofundamento das diferenças sociais entre as classes e a segregação que aconteceu neste período, fato revelado pela rápida expansão das favelas e pela "higienização" dos bairros nobres para uso exclusivo das elites.
No encerramento dos anos 1950 foi implantado enfim o primeiro Plano Diretor de Porto Alegre, composto por Edvaldo Paiva e Demétrio Ribeiro com base na Carta de Atenas, e que se amparou por uma legislação específica. Para Helton Bello com este Plano se acentuou a verticalização da cidade, fazendo Porto Alegre
".... conhecer o maior crescimento edilício de sua história, o que alterou significativamente a morfologia urbana.... Os princípios básicos do Modernismo passaram a compor um instrumento legal através de parâmetros para a estruturação da cidade. Tais padrões consistiam na racionalização das atividades, das vias e na instituição de índices urbanísticos (densidade, potencial construtivo do lote, recuos e altura predial), que foram sendo aplicados segundo o crescimento das áreas urbanizadas.

### A recriação do gaúcho

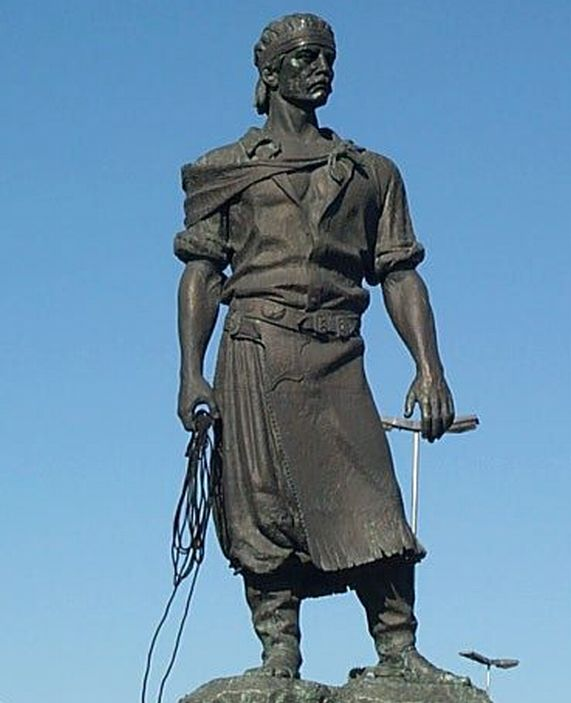
Antônio Caringi: O Laçador, estátua idealizada do gaúcho para a qual Paixão Cortes serviu de modelo em 1954. Inaugurado em 1958, hoje é o símbolo da cidade, eleito por votação popular.

Este período foi marcado pela consolidação de um movimento cultural de importante repercussão posterior: o resgate em meio urbano das raízes e tradições campeiras que haviam por então se tornado motivo de piada para os habitantes da cidade, por conta da enfática promoção oficial dos ideais do progresso e do moderno nas décadas anteriores, que internacionalizara e urbanizara maciçamente a cultura local. Nascia em Porto Alegre o tradicionalismo gauchesco, hoje institucionalizado no Movimento Tradicionalista Gaúcho. Então apareceram Barbosa Lessa e Paixão Cortes como figuras de proa nesse processo, iniciando uma série de pesquisas antropológicas quando essa ciência mal era reconhecida no estado. Sua busca, porém, estava em sua origem mais ligada a um desejo de reconstrução histórica do que de interpretação. Em 24 de abril de 1948 aqueles folcloristas, junto com um grupo de jovens estudantes, haviam fundado na cidade o primeiro Centro de Tradições Gaúchas, o CTG 35. Ali tomavam mate e imitavam os hábitos campeiros, entre eles o da charla (conversa) que os peões entretêm nos galpões das estâncias. Barbosa Lessa recorda que
".... não se tinha muita pretensão de revolucionar o mundo, embora nós não concordássemos com aquele tipo de civilização que nos era imposto de todas as formas (…) não pretendíamos escrever sobre o gaúcho ou sobre o galpão: desde o primeiro momento, encarnamos em nós mesmos a figura do gaúcho, vestindo e falando à moda galponeira, e nos sentíamos donos do mundo quando nos reuníamos, sábado à tarde, em torno do fogo-de-chão".
Desde lá o movimento tradicionalista foi lentamente ganhado visibilidade, tendo como centro irradiador a capital, e se constituindo num verdadeiro estilo de vida para muitas pessoas nos núcleos urbanos. Nos anos 60 apareceram artigos e palestras sobre o assunto, e também a figura de Teixeirinha, um fenômeno de popularidade. A partir da década de 1970 começaram a ser organizados por todo o estado vários festivais de música gauchesca, que deram espaço para expressões politicamente engajadas que levaram a uma integração entre regionalismos campeiros de vários países do Cone Sul, cujas histórias tiveram muitos pontos de contato. A partir da década de 1980, enfim, o ritmo desse processo acelerou enormemente, a ponto de ganhar respaldo da cultura oficial, atrair simpatizantes de outras origens étnicas e culturais, como os alemães e italianos, e inspirar a criação de centenas de CTGs além das fronteiras estaduais, até no exterior.

## Crise social e os "anos de chumbo"

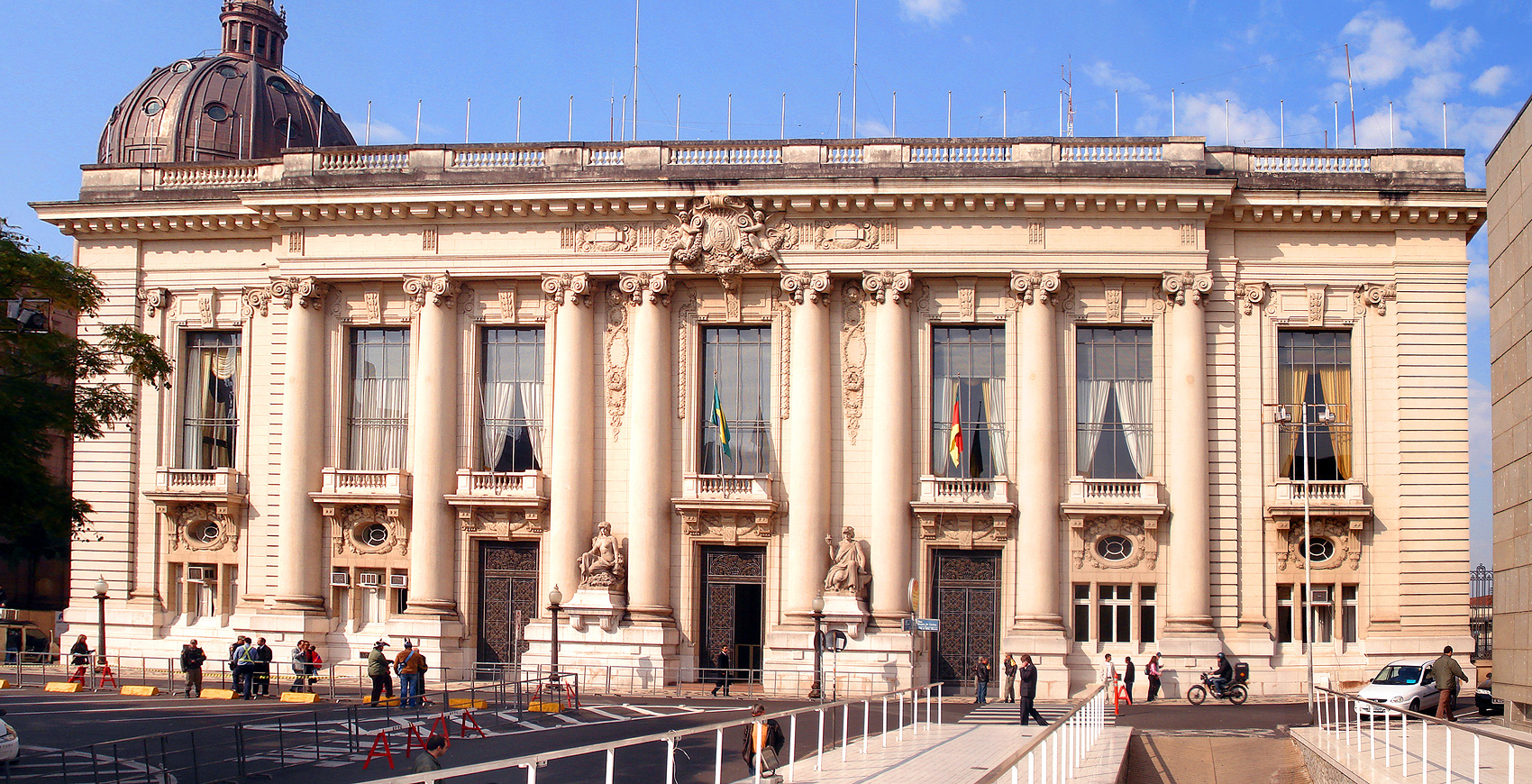
Palácio Piratini

Enquanto isso, na passagem para a década de 1960, a vida boêmia da capital reunia expressivo e influente grupo de intelectuais e produtores artísticos alinhados ao Existencialismo e ao Comunismo, o que lhe emprestava um forte colorido político. Eram montadas regularmente peças teatrais de vanguarda, em abordagens polêmicas e desafiadoras; as artes plásticas mostravam uma arte realista/expressionista de cunho social, que por vezes adquiria um tom até panfletário - destacando-se a atuação de grandes artistas como Francisco Stockinger, Vasco Prado e Iberê Camargo - e a Livraria Vitória se tornava a maior arena de discussão filosófica e política.
Paralelamente, Loureiro da Silva ganhava outra vez a prefeitura com o propósito de sanear suas finanças. Fez também grandes investimentos em obras, concluindo o calçamento de 150 ruas, construindo 18 praças públicas e obtendo, junto ao governo de Jânio Quadros, recursos para o saneamento da bacia do Arroio Dilúvio e para a pavimentação da Avenida Ipiranga. Na área de educação, inaugurou 85 novos prédios escolares e deixou em andamento outros 27.
Entretanto, no governo de Jânio os ânimos políticos nacionais se extremaram pela forte polarização entre a Direita e a Esquerda, o que se refletiu dramaticamente na cidade também. Por ocasião da renúncia de Jânio em 25 de agosto de 1961, que gerou uma crise institucional no Brasil, Brizola, agora governador, iniciou a articulação do movimento da Legalidade, em acordo com várias lideranças políticas, sindicais e estudantis, organizando uma grande passeata, mas no dia 27 a Rádio Gaúcha foi silenciada por uma intervenção militar. De imediato Brizola requisitou a Rádio Guaíba e iniciou uma rede radiofônica pela Legalidade. No dia seguinte o governo federal ordenou o bombardeio do Piratini e foi enviada uma força naval para intervir no estado. Novas manifestações populares apoiaram o movimento, que contava com o aval da Igreja Católica e do próprio comando do III Exército. A esta altura o palácio estava cercado de barricadas. Contudo, os soldados encarregados de prepararem as aeronaves do bombardeio na base de Canoas negaram-se a cumprir a ordem, com o que o palácio foi salvo.
Os acontecimentos se precipitavam. João Goulart, sucessor de Jânio, tomou medidas populistas que descontentaram os setores dominantes, o medo do Comunismo enfim triunfou e Porto Alegre foi o palco de importantes movimentos políticos que levaram à concretização do golpe militar de 1964, comandados pelo então governador Ildo Meneghetti a partir do Piratini. Novamente o povo se manifestou, exibindo-se em vários comícios e passeatas, tanto pró como contra o golpe, às vezes enfrentando a repressão da Brigada Militar, ocorrendo centenas de prisões. Assim que os militares asseguraram o seu predomínio, com o apoio dos Estados Unidos, que estava pronto para intervir caso houvesse resistência, impuseram um programa de censura sistemática a todas as expressões contrárias. Políticos foram cassados, fecharam os sindicatos, jornais foram interditados e vários professores da UFRGS foram demitidos e perseguidos. Ao mesmo tempo as perseguições se estendiam à esfera religiosa, com a repressão dos cultos afro.

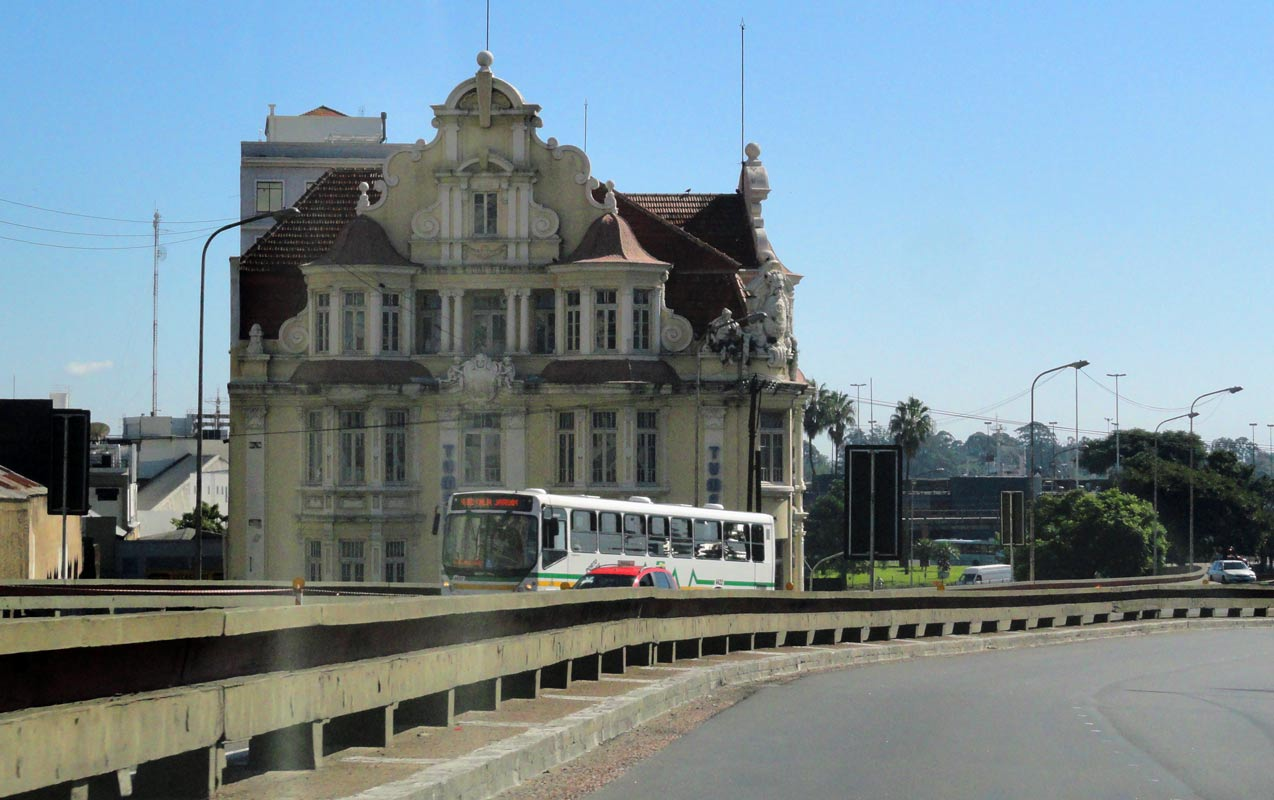
A Elevada da Conceição, percebendo-se o sufocamento do edifício Ely. Em determinado ponto a Elevada passa a menos de três metros do segundo andar do edifício

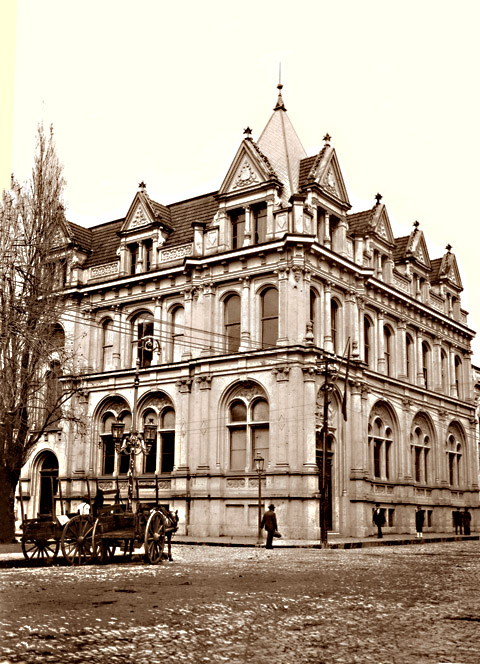
A imponente sede antiga da Caixa Econômica Federal em Porto Alegre, demolida nos anos 70

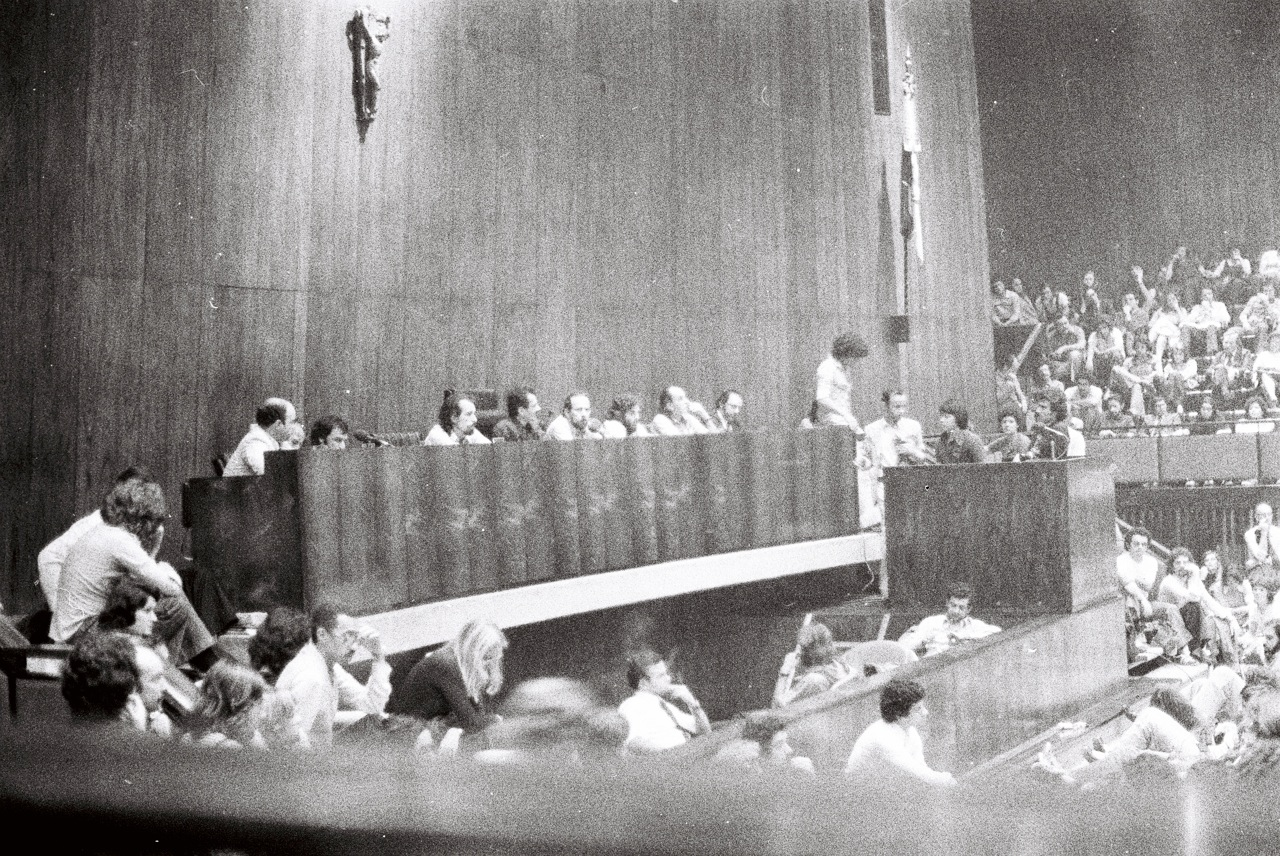
Evento da semana de debates culturais e de repúdio à ditadura militar na Assembleia Legislativa do Rio Grande do Sul. Foto de Luis Geraldo Melo, 1975

Thompson Flores, assumindo a Prefeitura em 1969, fez um governo caracterizado por grandes obras, em especial na área dos transportes, favorecido pelo surto econômico do Milagre Brasileiro, quando o PIB do país ascendia numa média vertiginosa de 11,2% ao ano. Desativou o bonde e incentivou o transporte automotivo. Construiu seis grandes viadutos, mas a abordagem tecnicista dos projetos como regra desconsiderou a vontade popular na priorização dos investimentos e aspectos elementares de paisagismo urbano - veja-se o caso paradigmático da destruição do entorno e da perspectiva do Edifício Ely, um importante prédio histórico, com a construção da Elevada da Conceição, uma intervenção urbanística brutal em pleno centro histórico. Nesse afã progressista desapareceram inúmeros edifícios antigos, alguns de grande significado histórico e arquitetônico. Durante sua gestão também ocorreram a inauguração do Parque Moinhos de Vento e da nova Estação Rodoviária, a criação do bairro popular da Restinga, a construção de um grande complexo viário de ligação entre as zonas Leste e Sul através do centro histórico, além da construção do Muro da Mauá, entre a avenida Mauá e o cais do porto, obra destinada a evitar enchentes mas que até hoje tem sua utilidade contestada, além de ser acusada de impedir o acesso da população à orla do Guaíba. Mesmo assim foi homenageado pouco antes de morrer com a Medalha do Mérito Urbanístico.
Teve de enfrentar, por outro lado, o primeiro protesto público de natureza ecológica em Porto Alegre, que repercutiu nacionalmente; as primeiras mobilizações da sociedade em defesa do patrimônio histórico, da continuidade da memória urbana e da preservação dos espaços tradicionais de socialização comunitária centrados em áreas e edifícios históricos, como por ocasião da ameaça de demolição do Mercado Público, e muitas reclamações da população por causa das obras viárias se desenvolvendo em simultâneo por toda parte, que tumultuavam o trânsito e provocavam prejuízos diversos para as economias privadas, entre eles disputas a respeito do valor pago pelas inúmeras desapropriações necessárias para realizar os empreendimentos e os transtornos causados pela transferência compulsória de muitos moradores para outras áreas.
Esse período foi marcado pela crescente insatisfação com a situação política do Brasil. A ditadura militar recrudescia, combatendo com bombas de fumaça e tropas de choque as greves e os vários protestos locais contra o regime. Na Assembleia Legislativa muitos parlamentares se pronunciaram repetidamente contra a perseguição política, os maus tratos e até torturas que os numerosos presos políticos recebiam e a repressão das manifestações de rua organizadas por estudantes e sindicatos. De fato, diante da censura da maior parte das notícias sobre tais acontecimentos, a palavra pública de um deputado muitas vezes foi a única fonte de informações para a população em geral sobre o que se passava na cena política, e a única força que podia mobilizar as autoridades em direção a uma explicação ou à solução de algum impasse. O ambiente social, de qualquer forma, era dominado pela tensão e o medo. Por outro lado, os políticos favoráveis ao regime militar organizavam eventos e comemorações de apoio, especialmente em cada 31 de março, aniversário do golpe, louvando o que viam como as suas conquistas, tais como a manutenção da ordem e da tranquilidade pública.
Nesse ambiente rigorosamente controlado a vida intelectual independente sobrevivia principalmente em guetos. Talvez o mais importante deles tenha sido a célebre "Esquina Maldita", no bairro Bom Fim, onde se encontram a Avenida Oswaldo Aranha e a Rua Sarmento Leite, junto ao campus central da UFRGS. De acordo com Nicole dos Reis, ela foi....
".... um ponto de discussão das questões políticas locais e nacionais pelos intelectuais e artistas da época. Era um surgimento de um espaço de contestação em um bairro, o Bom Fim, que é citado.... como o principal ponto de sociabilidade dos componentes desta rede social".
Juremir Machado da Silva complementa, reforçando sua importância, dizendo que ela foi um espaço em que....

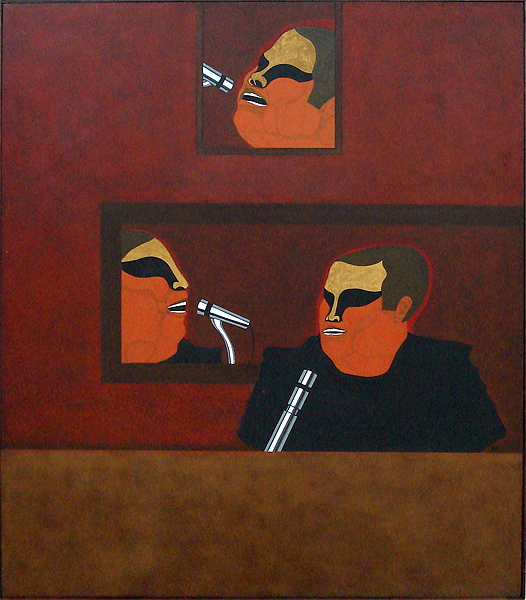
Britto Velho: Pintura nº 2, 1977, acervo do MARGS. Exemplo de uma arte renovada pela influência do pop, da abstração e do conceitualismo, síntese que dominou a cena artística nos anos 70 e que muitas vezes expressou opiniões políticas

".... intensificou-se as lutas pela emancipação da mulher, fortaleceu-se o respeito pelos homossexuais, combateu-se o machismo, viveram-se radicalmente os sonhos das relações abertas e da liberdade sexual. Ou seja, partiu-se para a defesa das diferenças. Pela Esquina Maldita, Porto Alegre mergulhou na pluralidade cotidiana, caminhou em direção ao direito à singularidade e aprofundou-se no exame e na recusa do conservadorismo moral".
Nestas décadas também se observou uma retomada na discussão sobre a história da cidade e do estado - uma tendência de revisão das histórias locais que era visível em outras partes do Brasil - quando as universidades, nomeadamente a PUC-RS e a UFRGS, assumiram a liderança deste processo através da criação da disciplina de História do Rio Grande do Sul nos níveis de graduação e pós-graduação em História, articulando-se contudo a outras instituições historiográficas sediadas em Porto Alegre, como o Instituto Histórico e Geográfico do Rio Grande do Sul. O resultado dessas iniciativas foi a proliferação de livros, crônicas e ensaios sobre a História local, de biografias de vultos históricos, e de estudos bibliográficos sobre autores riograndenses.
Enquanto os administradores, os políticos, os intelectuais e artistas, os historiadores, os jornalistas, construíam cada qual suas versões dos acontecimentos nos anos 60 e 70, o panorama social da cidade nesta fase não poderia ser completo não fosse a existência de alguns preciosos relatos de integrantes da população de mais baixa renda, os párias da História, para quem "civilização" era uma coisa distante. Uma destas vozes solitárias foi Zeli Barbosa, nascida em 1941, negra, com educação primária, mãe de cinco filhos, nos anos 60 moradora da zona mais pobre da Ilhota. Na década de 1970, já morando na Restinga em condições um pouco melhores, resolveu narrar por escrito, em um português arrevezado, sua difícil experiência de vida na Ilhota, marcada pelo preconceito racial, pela pobreza,  doença, violência, sub-habitação e sub-emprego, pela falta de assistência médica e de infraestrutura urbana, uma situação que para muitos ainda hoje é a triste realidade cotidiana. Disse:
"Somente agora depois de muitos anos é que me deu vontade de escrever, pois dizem que recordar é viver e só agora eu vivo realmente. Naquela época, a cada momento que passava, eu morria lentamente.... pra mim devia ser um lugar lembrado com carinho e saudades, pois foi o lugar em que nasceu um dos melhores compositores de serestas noturnas, o nosso Lupicínio Rodrigues.... e pensando nisso é que digo, deveria pensar na Ilhota com carinho, no entanto pensando no horror e com tristeza porque lá passei os piores momentos de minha vida.... (A casa) era minúscula e não dava nem pra se mexer. Sentar no quintal era a última coisa que se podia pensar, pois o odor fétido das fossas em cada casa, ou melhor, em cada quintal, existia três ou quatro fossas e mais lixo e banhados com toda espécie de detritos que formavam os piores odores possíveis. Muitas vezes não dava nem pra dormir ou almoçar, tal o mau cheiro.... E outra coisa era pior, quando a água subia com a chuva, em cada quintal havia pelo menos quatro ou três patentes com fossa, já que não existia encanamento e transbordavam saindo tudo de dentro e misturando com a água, que na maioria das vezes entrava dentro das casas.... era doloroso ver os estragos depois que tudo passava. Daí eu voltava a ter a ilusão de trazer tudo arrumadinho. Quando menos se esperava, vinha uma chuva e pronto, lá se ia toda minha ilusão de ficar naquele lugar.... achava que ele (o marido) não queria sair de lá por causa da mulherada ali existente, porque mulher, cachaça e samba não faltava, brigávamos eu e meu marido como animais.... Na Ilhota moravam umas prostitutas que me ajudaram muito quando os meus filhos eram pequenos.... quando eu saía para o trabalho, a Maria me dizia que eu podia deixar as crianças com ela, e eu não tinha mesmo com quem deixar, não me fazia de rogada e deixava com ela.... Morte e prisões, era o mais natural dos acontecimentos, logo que fui para lá.... a gente via tanta coisa chocante e tão horríveis que transmitia para nossos espíritos aquele malefício...."
Guilherme Socias Villela sucedeu Thompson Flores em 1975 e permaneceu no poder até 1983. Em sua gestão a polícia de repressão perpetrou na cidade, em 1978, o sequestro de dois ativistas políticos uruguaios, Lilian Celiberti e Universindo Diaz, ato flagrado por dois jornalistas, Luiz Cláudio Cunha e João Batista Scalco, da revista Veja  , e que acabou tendo efeito bombástico na opinião pública nacional, desencadeando uma viva polêmica ao longo de todo um ano, que serviu, como disse Heinz, como....
".... um teste sobre quais seriam os limites que a sociedade deveria impor aos excessos autoritários dos órgãos repressivos e ao seu acobertamento.... A CPI, instalada em 24 de março de 1979 (para estudar o caso), tornou-se o epicentro de uma das derradeiras batalhas políticas entre os que sustentavam o patrimônio político-autoritário remanescente dos tempos mais difíceis da ditadura e uma oposição que não mais se constrangia face à multiplicação de versões improváveis e ao acobertamento de expedientes autoritários".

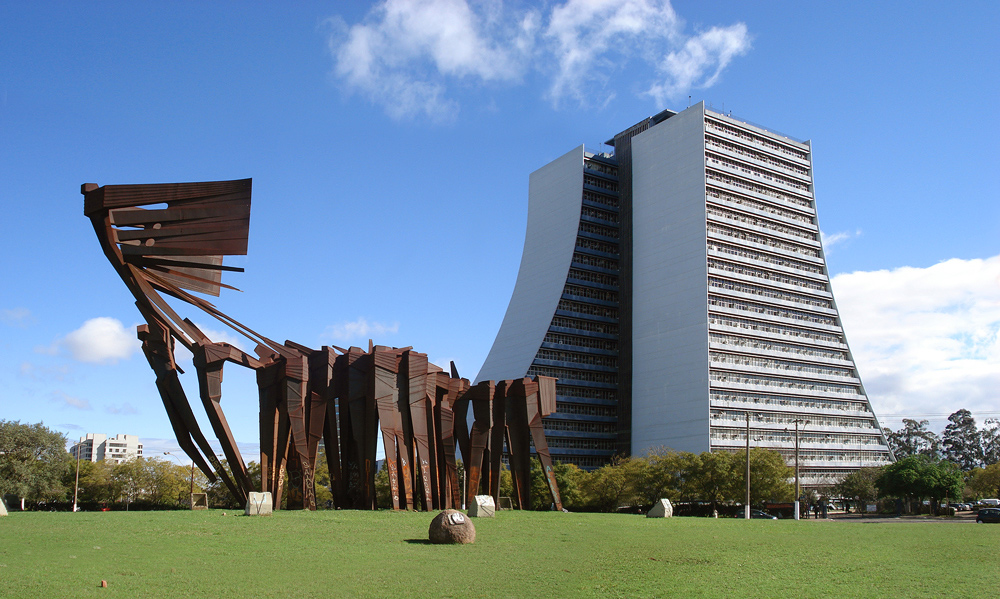
O Centro Administrativo do Estado do Rio Grande do Sul, iniciado em 1976, com um grupo escultórico de Carlos Tenius em primeiro plano, de 1974, representando a colonização açoriana; formam ambos um conjunto monumental que hoje é um dos cartões-postais da cidade

Entre muitos debates e protestos, mas se esforçando para manter o diálogo aberto com a Câmara de Vereadores, Villela governou até a fase de afrouxamento da ditadura e início de redemocratização. Por outro lado, além de implementar diversas obras importantes de infraestrutura, ele introduziu uma nota nova na administração municipal valorizando a questão do meio ambiente e o convívio social. Em suas duas gestões foram inaugurados o Parque Marinha do Brasil, o Parque Maurício Sirotski Sobrinho, o Parque Vinte de Maio e o Parque Mascarenhas de Moraes, além de 35 novas praças e ampliações no Parque Moinhos de Vento e no Parque Farroupilha, totalizando o plantio de 1,15 milhão de árvores em oito anos de governo. Criou o Brique da Redenção, o Centro Municipal de Cultura e a primeira Secretaria Municipal do Meio Ambiente, pioneira no Brasil. Foi o autor da Lei do Impacto Ambiental, que dispõe sobre a prevenção e o controle da poluição no município. Em seu mandato foi referendado o novo Plano Diretor em 1979, onde os princípios modernistas continuavam em geral válidos num desdobramento da Carta de Atenas, embora algumas inovações fossem introduzidas, tais como uma inspiração no modelo das superquadras empregado em Brasília e uma maior participação da comunidade nas decisões através de Conselhos Municipais. A fisionomia da cidade, porém, empobreceu, pois a qualidade geral das novas edificações decaiu e, salvo rara exceção, como o prédio do Centro Administrativo do Estado, não pôde ocupar o lugar icônico de tantas edificações históricas valiosas que haviam sido destruídas. Seja como for, na abertura da década de 1980 a cidade possuía mais de 1,1 milhão de habitantes. Era definitivamente uma metrópole.

## História recente
O Plano de 1979 não foi inteiramente bem-sucedido em sua aplicação. Estabelecendo novos índices construtivos, as mudanças deram origem a uma série de atritos entre moradores das zonas residenciais e deles com o poder público e com agentes imobiliários, pela autorização de espigões em áreas de predominância térrea, rompendo o tecido residencial de alguns bairros tradicionais por edifícios de até 20 pavimentos. A polêmica levou a uma nova reformulação da legislação nos anos 1980, quando se entendeu definitivamente que para favorecer um crescimento geral harmonioso seria necessário aprofundar a questão urbanística atraindo outras áreas do saber para a discussão, possibilitando a formulação de soluções mais dinâmicas, realistas e adaptáveis ao perfil cada vez mais fluente da cidade, e levando em conta aspectos de memória coletiva, identidade cultural e convívio humano. O êxito das propostas nesse sentido, que se sucederam à medida que os anos passavam, incluindo novas revisões do Plano Diretor, tem-se revelado contudo muito controverso, com avanços e recuos.
Ainda nos anos 80 a cidade passou por um processo de descentralização, por vários fatores conjugados: o despovoamento do seu antigo distrito industrial, formado na região do centro, ao longo de uma tendência de declínio da atividade industrial na cidade em favor do crescimento do setor de serviços; a construção de diversos grandes centros comerciais nos bairros, e o deslocamento de diversos órgãos administrativos estaduais e municipais para fora do centro. Ao mesmo tempo a área central começou a se despovoar de residentes e do comércio de luxo, iniciando um período de declínio e degradação. A década seguinte teve um de seus marcos principais na criação do sistema administrativo do Orçamento Participativo, iniciado na gestão de Olívio Dutra, chamando a sociedade a participar democrática e ativamente na escolha das prioridades para os investimentos públicos. Este sistema de governo foi continuado nas administrações seguintes e continua em vigor, sendo constantemente reavaliado para se adequar a novas demandas e passando a ser visto internacionalmente como um modelo de administração pública. Também foram feitos importantes investimentos em educação, sistemas de esgotos e coleta de lixo, pavimentação de ruas e habitação popular. Entre as principais obras públicas dos últimos anos pode-se citar a duplicação ou ampliação de diversas avenidas importantes, a instalação de vários corredores de ônibus, a extensão do serviço de água para a totalidade dos domicílios da cidade, a criação da Terceira Perimetral e a construção do viaduto da avenida Carlos Gomes.

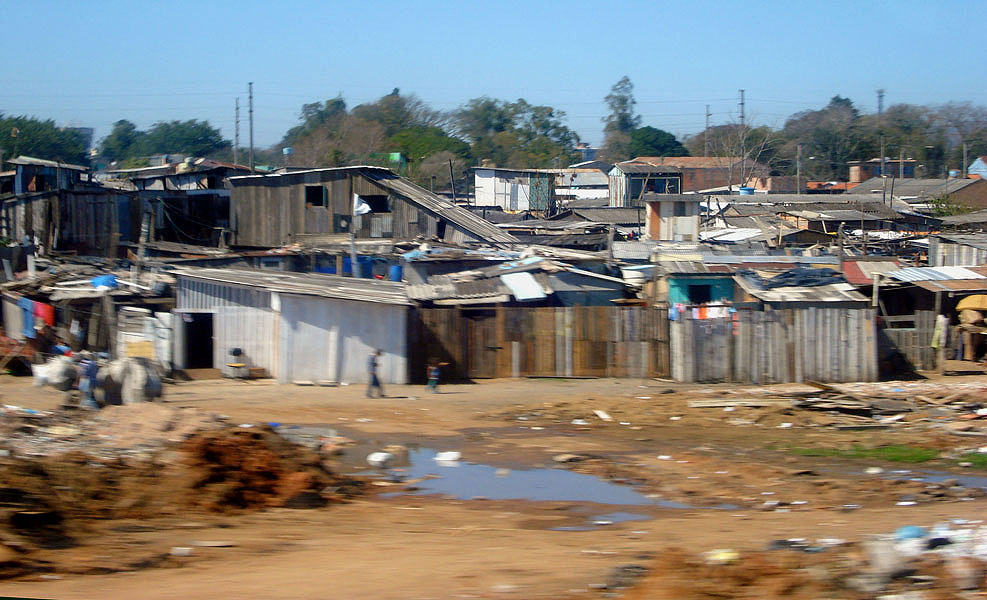
Bolsão de favela na entrada norte da cidade.

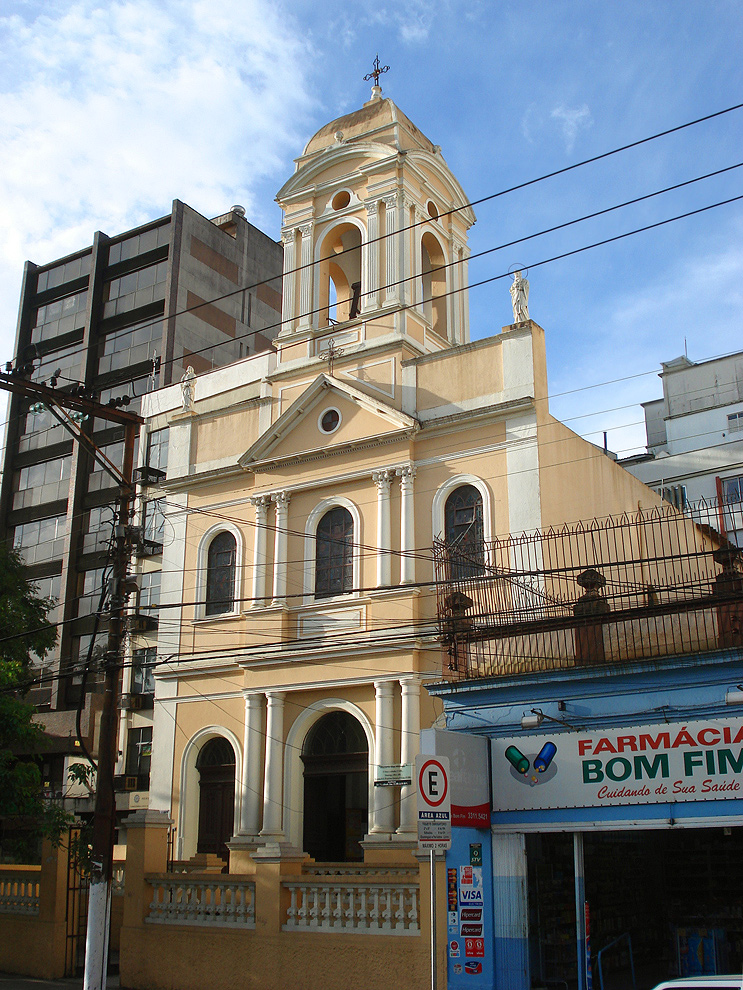
Capela do Bonfim

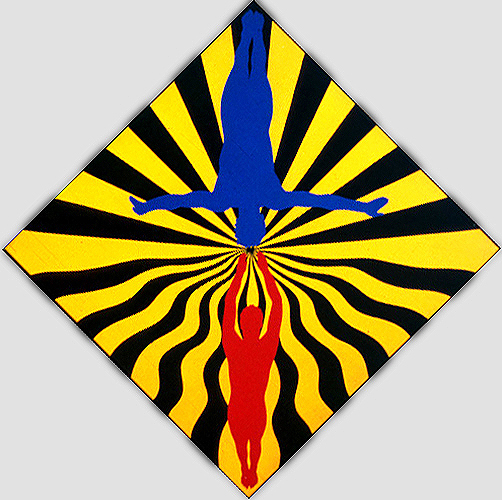
Milton Kurtz: Quasi contacto, 1989, acervo do MARGS. Exemplo da pintura portoalegrense dos anos 80, em que ela reapareceu com exuberância plástica no cenário artístico depois do esgotamento do Conceitualismo. A influência Pop, porém, permanece

Por outro lado, a cidade passou a sofrer forte pressão em muitos setores, como na segurança pública, qualidade de vida, poluição e degradação ambiental, ocupação da orla do Guaíba, equilíbrio das contas públicas, trânsito, educação fundamental, habitação e desemprego. Para Margaret Bakos, esses problemas são em boa parte reflexos tardios do modelo administrativo castilhista praticado até os anos 40, período em que as soluções no seu entender foram sempre mais improvisadas do que devidamente planejadas, e quando os empreendimentos estavam sempre acima da capacidade de financiamento da municipalidade, gerando um efeito de bola de neve em que o endividamento público aumentava em ritmo acelerado e os problemas ficavam sempre sem uma solução completa, agravando-se com o crescimento rápido e em muito descontrolado da cidade. Jacks, Goellner & Capparelli complementam dizendo que apesar dos investimentos, "a cidade do final do século reflete em seus bairros, em suas ruas e suas esquinas, as diferenças historicamente impostas pelas ações hegemônicas, onde as áreas centrais do município foram privilegiadas em relação às da periferia". Refletindo sofre a evolução recente da cidade, Charles Monteiro diz que "Porto Alegre continua a defrontar-se com os desafios que o passado e o presente lhe legaram, mas parece haver, mais do que em qualquer período anterior, maior conscientização e participação da sociedade civil na discussão e na busca de alternativas viáveis para o afrontamento de todos esses problemas urbanos".
Enquanto as instâncias administrativas a partir dos anos 80 procuravam reorganizar o tecido urbano em bases mais objetivas, com a criação em 1981 da Equipe do Patrimônio Histórico e Cultural, pouco depois vinculada à Coordenação da Memória Cultural da Secretaria Municipal da Cultura, iniciou-se um processo de estudo e resgate dos bens culturais de propriedade do Município de especial interesse histórico, social e arquitetônico, sistematizando os tombamentos, que haviam iniciado poucos anos antes, em 1979. Também se reconheceu a existência do "Centro Histórico", propondo-se medidas de conservação e desenvolvimento sustentável, o mesmo ocorrendo com outras áreas já estabilizadas como os bairros da "cidade-jardim" e zonas de especial interesse cultural. Os prédios antigos começaram a ser mais valorizados pela população, junto com as áreas verdes; com isso se salvaram muitas edificações seculares que estavam na lista de demolições e se criaram novos parques. O caso da Capela do Bonfim foi exemplar nesse sentido. Depois de muitos anos de abandono e degradação, incendiou no que se suspeitou ser um fogo criminoso. Nele se perderam elementos importantes como o altar-mor entalhado, e, sob o pretexto de estar muito arruinada, quase foi demolida, mas a sociedade reagiu, e toda a polêmica subsequente contribuiu para marcar mais, na consciência de todos, cidadãos e poder público, o valor da memória, da arte, da história e de seus testemunhos materiais. A Capela acabou sendo tombada e restaurada em 1983.
Esse apossar-se pelo povo de sua herança cultural nos anos 80 foi uma das expressões de um movimento social inteiramente renovador. A popularização de novos meios de comunicação de massa, novas tecnologias, novas formas de entretenimento e novos hábitos de consumo transformava as relações familiares e a cultura urbana, e a sociedade civil começava a recobrar seu espaço de representação política e as rédeas de sua própria vida. O movimento pelas Diretas Já, que explodiu em todo o Brasil entre 1983 e 1984 em grandes manifestações e ampla cobertura da mídia, no dia 21 de julho de 1983, o Dia Nacional do Protesto, parou diversas cidades importantes do país, incluindo Porto Alegre, onde apesar do grande aparato repressivo e da prisão de oito manifestantes, cerca de 12 mil pessoas se reuniram diante do Paço Municipal e depois do Palácio Piratini; em 13 de abril de 1984 a movimentação foi muito maior, com 200 mil pessoas ganhando as ruas da capital gaúcha para exigir as eleições diretas. A produção artística, que havia sido mantida sob a pressão da censura, rearticulou-se sob uma forma altamente politizada, reivindicando a normalização da vida institucional e cultural brasileira. Sandra Pesavento afirma que neste período "em Porto Alegre começa o movimento local Deu pra Ti Anos 70 que comemorava o fim da década. A geração que crescera com o AI-5 e os deserdados dos anos 60 e 70 reclamavam um outro país e uma outra cidade em seus sonhos".

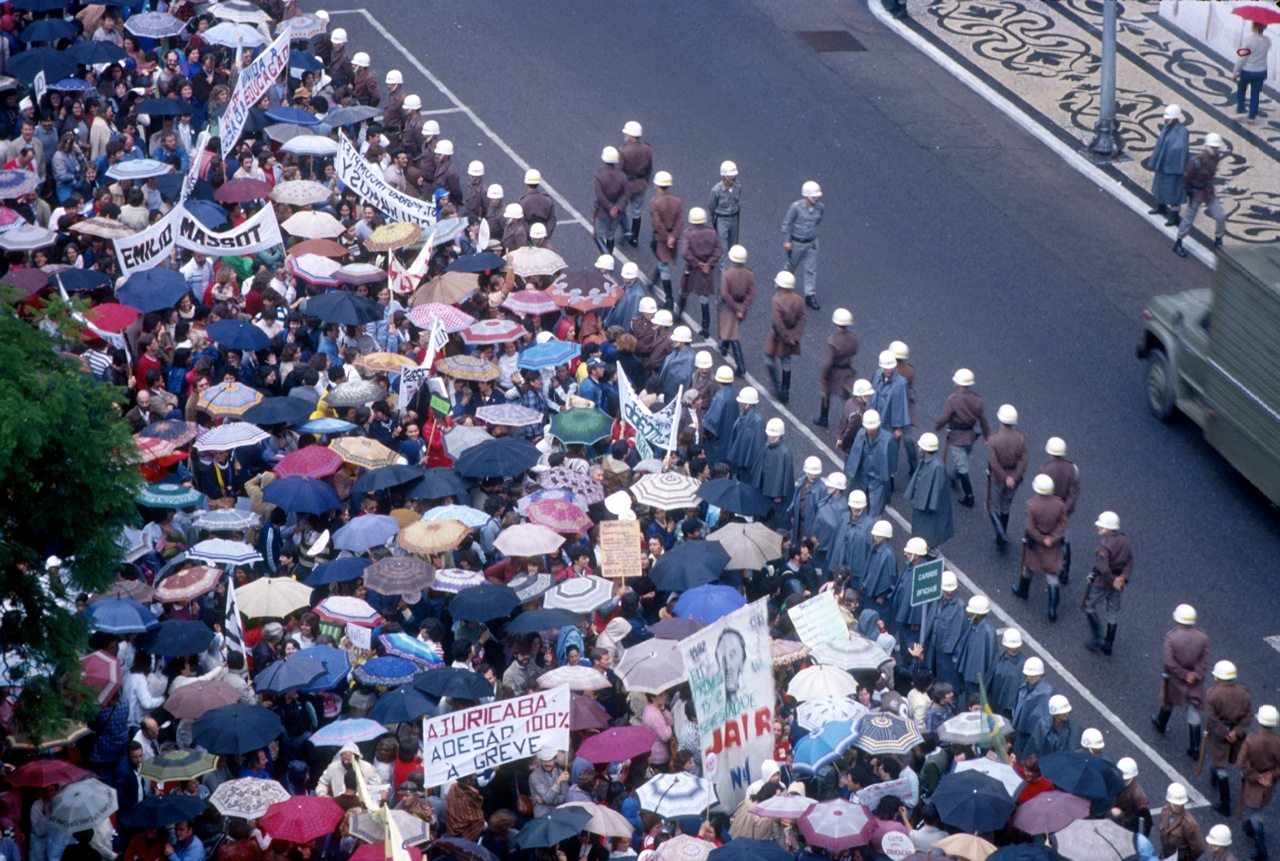
Manifestação de professores em greve diante do Palácio Piratini, 1985. Foto de Luis Geraldo Melo

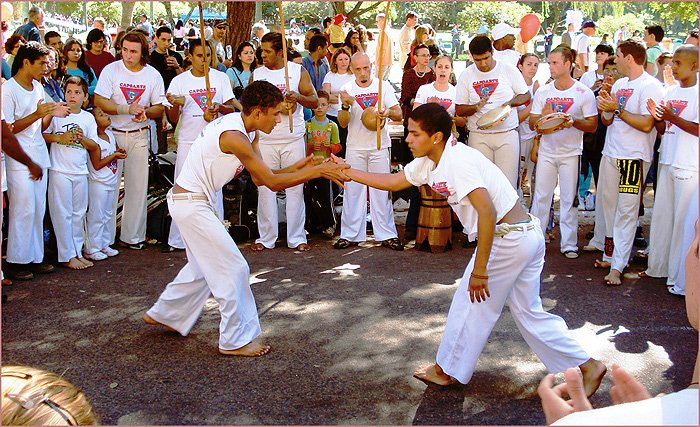
Roda de Capoeira no Brique da Redenção

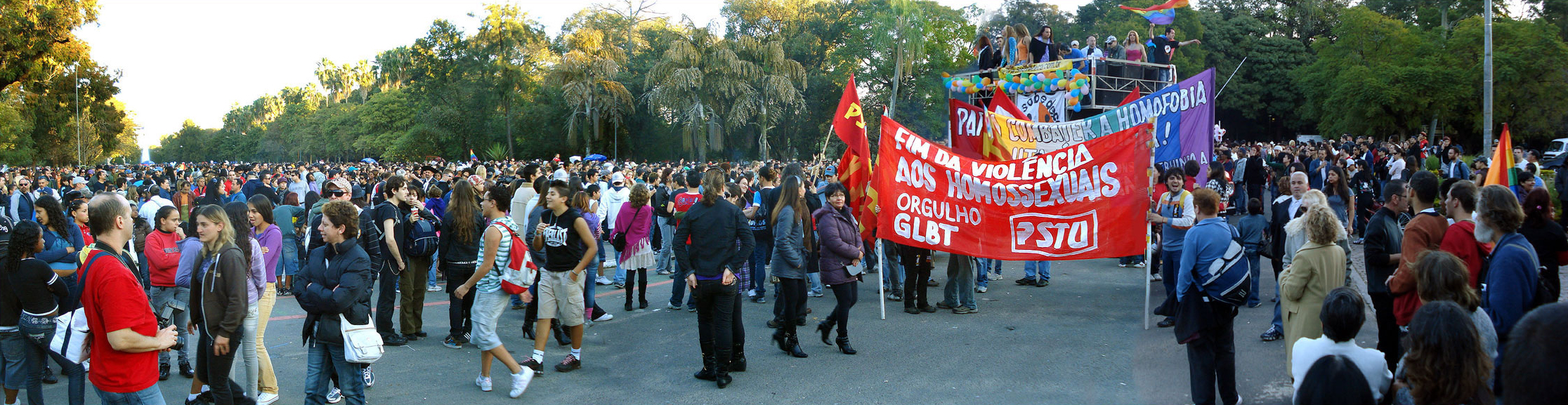
Parada Livre GLBT de 2009 no Parque da Redenção

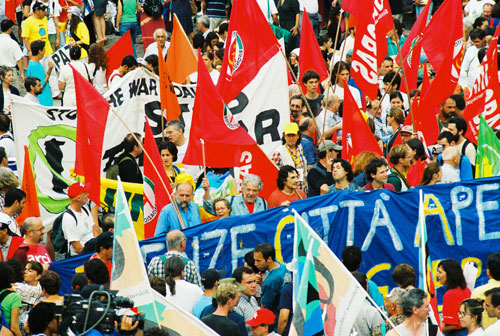
Passeata de abertura do Fórum Social Mundial de 2003

Neste novo panorama da vida urbana porto-alegrense, um dos espaços mais importantes foi o já citado
bairro Bom Fim e seus bares, como o Lola e o Ocidente, formando quase uma república independente encravada no coração da cidade. Ali se reuniam os principais líderes da atividade contestatória da época, frequentadores de diferentes ideologias, que viviam utopias transformadas em estilos de vida - como os punks, os rockers, freaks, darks, junto com artistas, filósofos e literatos - das quais resultaria a definição de identidade de toda uma geração. Foi o ponto de efervescência da cena musical underground e pop, com o surgimento de várias bandas e cantores que marcaram a música local, como Os Replicantes, Bebeto Alves, Os Cascavelletes, Nei Lisboa, TNT, Graforréia Xilarmônica,  Júpiter Maçã, entre outros, e que foram louvados pela crítica do Brasil. Novamente Juremir Machado da Silva esclarece: "Criamos um território de combate. Ali conviviam aqueles que estavam colocando em xeque os valores sociais. Mas, mais do que isso, estava na ordem do dia a discussão de um projeto político para a sociedade".
Na área cultural o que há ainda para destacar nas décadas recentes é o surgimento de uma valorosa nova geração de artistas visuais, escritores, músicos e produtores de teatro e cinema - muitos deles com propostas originais a ponto de receberem reconhecimento no estrangeiro - que trabalham ao lado de mestres já consagrados da geração anterior. Pode-se destacar neste grande, ativo e heterogêneo grupo, por exemplo, Vera Chaves Barcellos, Luis Fernando Verissimo, Borghettinho, Lya Luft, Jorge Furtado, João Gilberto Noll e Regina Silveira. As universidades muito contribuíram para a dinamização da cena cultural, fomentando a pesquisa, o desenvolvimento da crítica de arte e a formação de muitos novos mestres e doutores. Além disso, foram criados vários centros culturais importantes como o Santander Cultural, a Casa de Cultura Mario Quintana, a Usina do Gasômetro e a Fundação Iberê Camargo. Também vêm crescendo o tradicionalismo gauchesco, a cultura afro e as "artes da rua" como o graffiti, o carnaval e o hip-hop. Com uma infraestrutura de dezenas de centros culturais, teatros, cinemas, museus, memoriais e galerias de arte, a cidade possui uma agenda cultural intensa durante todos os meses do ano, destacando-se alguns dos maiores eventos culturais latino-americanos, como a Bienal de Artes Visuais do Mercosul, o festival de teatro Porto Alegre em Cena e a sua já tradicional Feira do Livro, a mais antiga do país e a maior do gênero a céu aberto, além de amiudados shows de artistas internacionais.
Muitas instituições da cultura, porém, se ressentem de uma crônica falta de recursos, em especial as públicas, com prejuízo para seus serviços e equipamentos. Por outro lado festejos populares tradicionais como as comemorações das Semana Farroupilha e a Festa de Nossa Senhora de Navegantes continuam atraindo grandes multidões, o mesmo que fazem as Paradas Livres GLBT e os domingos ensolarados na ponta do Gasômetro ou ao longo do Brique da Redenção, que se tornam grandes momentos de harmonioso convívio coletivo. No esporte, alguns de seus nativos já conhecem uma fama internacional, como Daiane dos Santos e Ronaldinho.
Outros momentos marcantes de sua história recente foram a realização das três primeiras edições do Fórum Social Mundial, em 2001, 2002 e 2003; a inclusão em 2002 do seu centro histórico no Programa Monumenta do Ministério da Cultura-BID, com apoio da UNESCO; a visita do papa João Paulo II em 1980, e, em sua condição de capital do estado, as repetidas passeatas e concentrações de manifestantes de todo o Rio Grande diante do Piratini para exigirem atitudes do governo estadual, como os professores e outros servidores públicos, os sem-terra e os produtores rurais. Também merecem nota o fortalecimento do movimento negro sendo um dos seus marcos a criação do Museu de Percurso do Negro em Porto Alegre, e a emergência de diversos quilombos urbanos.
Atualmente Porto Alegre tem a maior região metropolitana do sul do país e a quarta mais populosa do Brasil, com 3 959 807 habitantes, e a terceira mais rica. Recebeu inúmeras distinções, entre elas: é a "Metrópole nº1" em qualidade de vida do Brasil; recebeu na Espanha o prêmio de Cidade Educadora; é referência nacional na coleta seletiva de lixo, com 100% de recolhimento; foi a primeira cidade brasileira a implantar os Conselhos Tutelares e o Estatuto da Criança e do Adolescente; foi escolhida pela ONU, junto com outras três da América Latina, para integrar uma experiência piloto sobre Cooperação Intermunicipal; é sede do Fórum Internacional Software Livre; e foi a única cidade fora dos Estados Unidos convidada a participar do Green Forum 2007, em Miami. Ocupa a oitava posição entre as cidades mais visitadas do Brasil por turistas estrangeiros, e é uma cidade-chave na dinâmica do MERCOSUL. Em 2009 residem na capital gaúcha cerca de 1,4 milhões de pessoas, sendo a 11.ª cidade mais populosa do Brasil.

## Outras imagens históricas

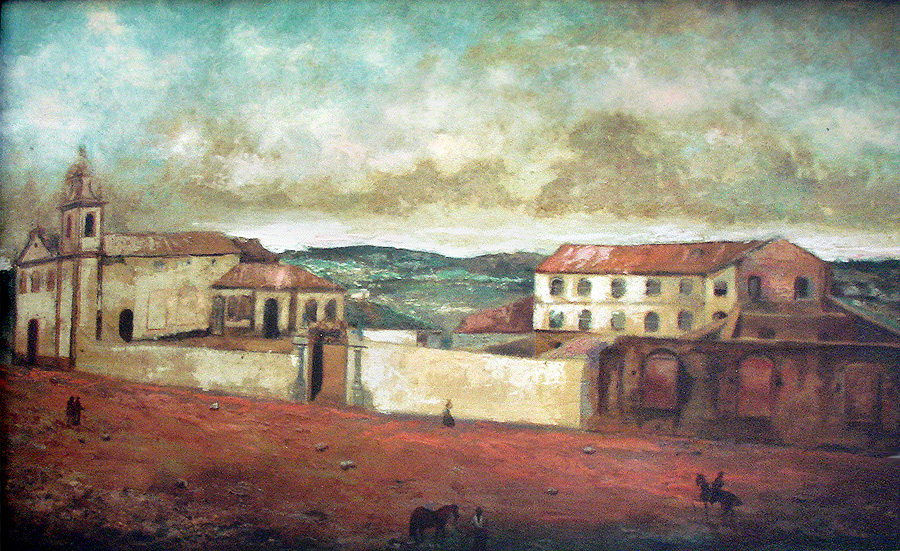
A Santa Casa de Misericórdia em meados do século XIX, autor desconhecido
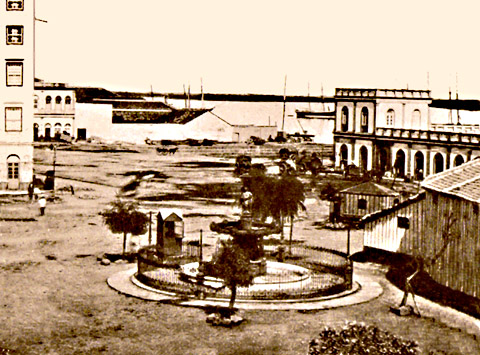
Luigi Terragno: Antiga Praça do Paraíso com o Mercado Público ao fundo, 1877
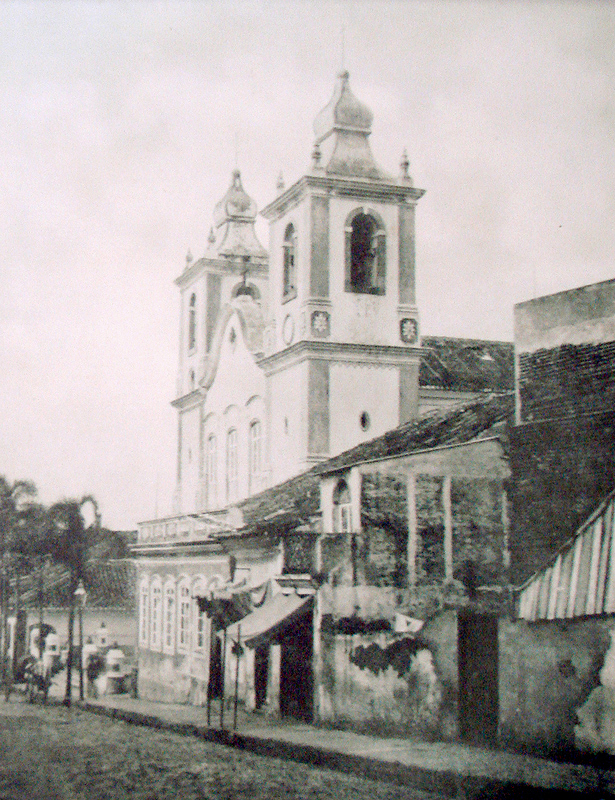
Antiga Igreja do Rosário, demolida
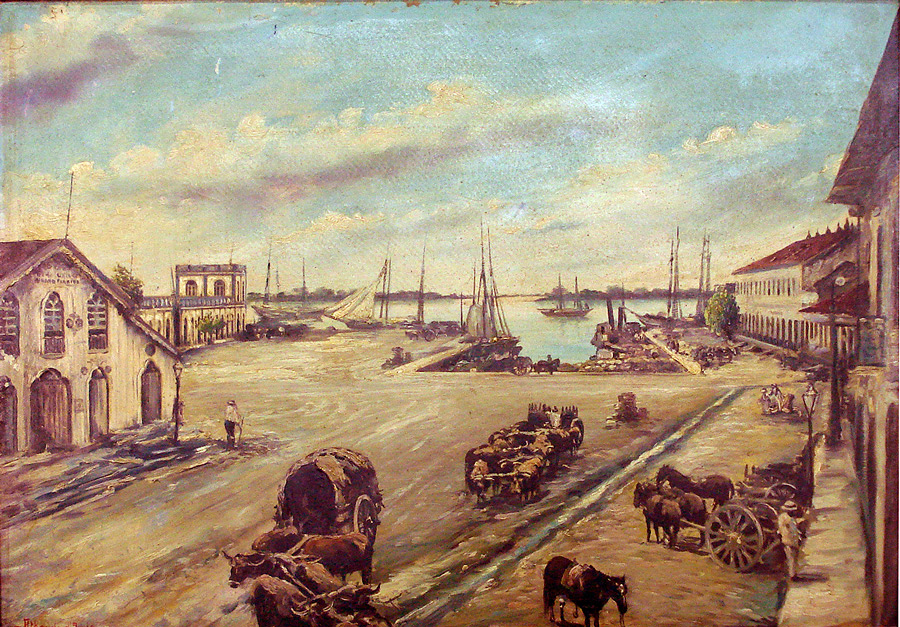
Athayde d'Avila: Doca das Flores, c.1880, hoje a área ocupada pela Praça Pereira Parobé

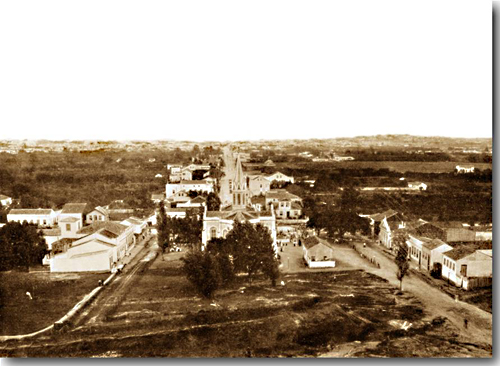
Virgilio Calegari: Início da formação do bairro do Menino Deus, 1900
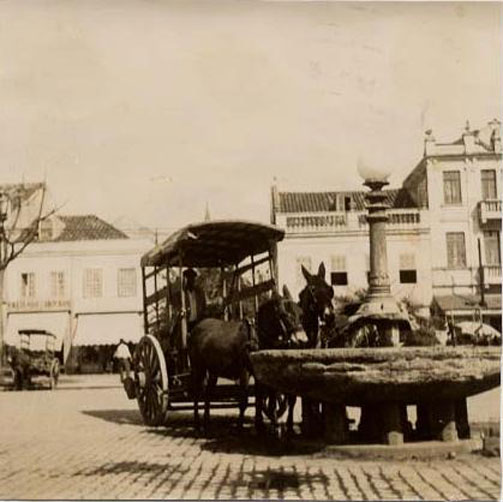
Virgilio Calegari: Bebedouro da praça Rui Barbosa, 1900-1910
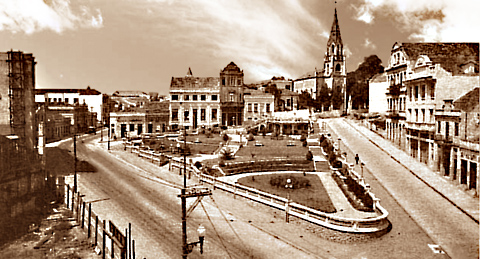
Praça Otávio Rocha em 1930
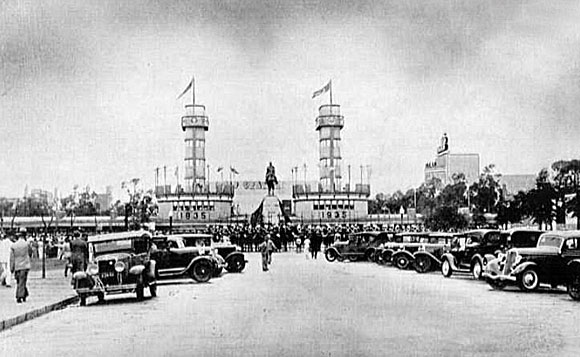
Pavilhões modernistas da Exposição do Centenário Farroupilha, 1935